# Telgruc-sur-Mer
Telgruc-sur-Mer [tɛlgʁyk syʁ mɛʁ] (en breton : Terrug) est une commune du département du Finistère, dans la région Bretagne, en France.

## Géographie

### Localisation
| - Carte topographique de la commune de Telgruc-sur-Mer. |

Telgruc est un bourg balnéaire breton situé au sud-est de la presqu'île de Crozon et au nord de la baie de Douarnenez.
Il se trouve à 20 km à vol d'oiseau à l'ouest de Châteaulin et à 33 km au nord-ouest de Quimper. Brest, au nord, en est séparé par la presqu'île de Crozon et la Rade de Brest.

### Communes limitrophes
Les communes limitrophes sont Argol, Crozon et Landévennec.

### Géologie et relief
Le territoire communal présente un relief très vallonné, avec des pentes fortes : les hauteurs de Ménez Caon culminent à 132 mètres d'altitude à faible distance de la mer ; le bourg est vers 90 mètres d'altitude à l'écart du littoral sur une ligne de hauteurs empruntée par le tracé de la RD 887 (venant de Châteaulin), séparée par la vallée encaissée de l'Aber (un petit fleuve côtier qui coule d'est et ouest vers une trentaine de mètres côté amont à son entrée sur le territoire communal et à une dizaine de mètres seulement côté aval à sa sortie de la commune, enjambé par le double pont du Launay) d'une autre ligne de hauteurs située à la limite nord de la commune dont le tracé suit un temps la RD 791 (venant du pont de Térénez), ces deux routes citées se rejoignant plus à l'ouest à Tal-ar-Groas en direction de Crozon. Le bourg de Telgruc s'est développé un peu à l'écart, au sud de la route principale, la RD 887.
Entre Pen ar Vir et l'île de l'Aber (en Crozon), le littoral montre une succession remarquable d'affleurements : les phyllades de Douarnenez datent du Briovérien ; la pointe nord de Pen ar Vir est constituée de coulées volcaniques sous-marines, notamment des pillow lavas, redressées verticalement par les plissements survenus depuis leur formation ; dominant la plage de Trez Bihan, une alternance de schistes et de grès datant du Briovérien (ces anciens dépôts de vase et de sable, initialement accumulés en couches horizontales sur un fond marin, ont été redressés à la verticale lors de la formation de la chaîne varisque il y a environ 320 millions d'années) ; en continuant vers l'ouest se succèdent des schistes et poudingues du Trémadocien, puis, sur le territoire de la commune de Crozon, du grès armoricain, épais de 500 à 600 mètres, formant des falaises imposantes jusqu'à la Pointe du Guern ; plus à l'ouest encore, le long de la plage de Kerglintin (dite aussi plage du Poul), affleurent des dolérites issues d'un sill ; la pointe entre les plages de Kerglintin et de Raguenez est en grès de la « formation de Kermeur » ; l'est de la plage de Raguenez est formée de schistes noirs, toute sa partie ouest étant par contre constituée d'un sill de dolérite alternant avec des tufs (cinérites et lapillis) et épais de 150 mètres ; la majeure partie de l'île de l'Aber est formée de grès et schistes de la « formation de Kermeur » ; l'île de Rozan est constituée de tufs et de calcaires.
Deux des 27 géosites de la réserve naturelle géologique de la presqu'île de Crozon sont situés à Telgruc-sur-Mer : la discordance du Paléozoïque sur le Briovérien (infra-arénigienne) à Beg ar Gwin et la coulée à pillow-lavas dans le Briovérien, coussins aplatis par la déformation synschisteuse également responsable de la verticalisation de la coulée sur le flanc d'un pli à Trez Bihan.

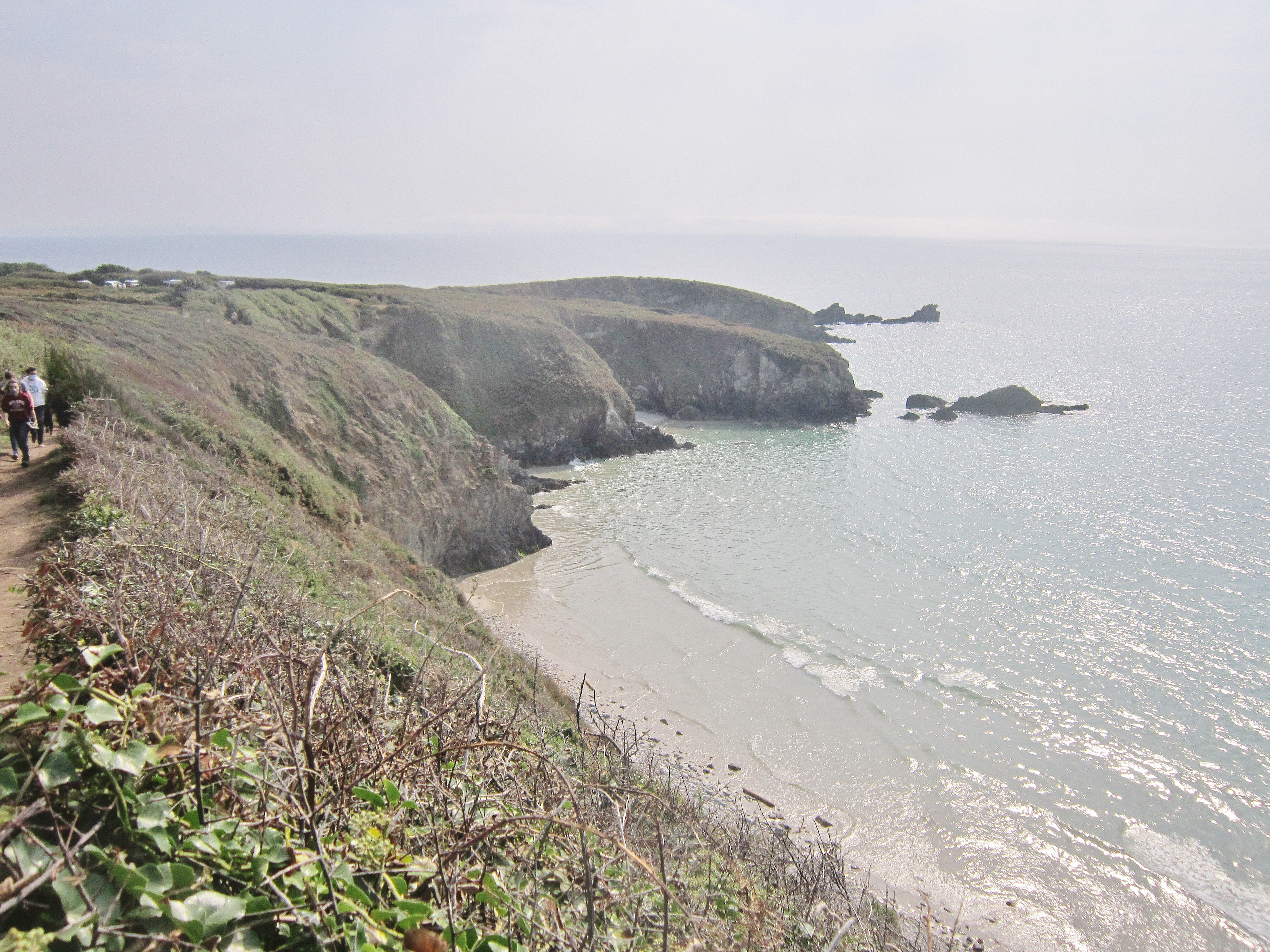
La pointe de Pen ar Vir vue depuis le GR 34 au niveau des falaises dominant la plage de Trez Bihan.
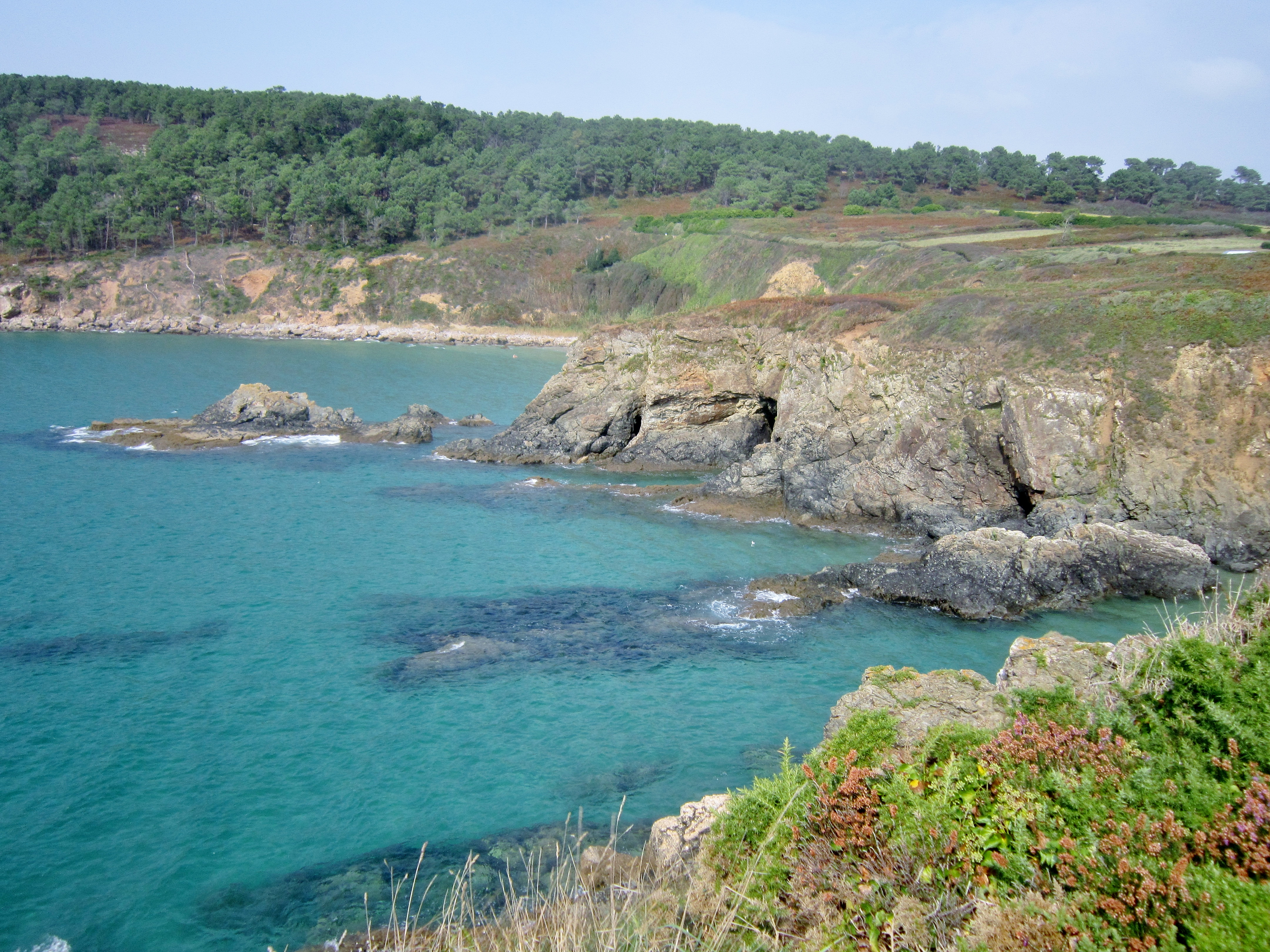
La pointe nord de Pen ar Vir et la plage de Trez Bihan vues de la pointe sud de Pen ar Vir.
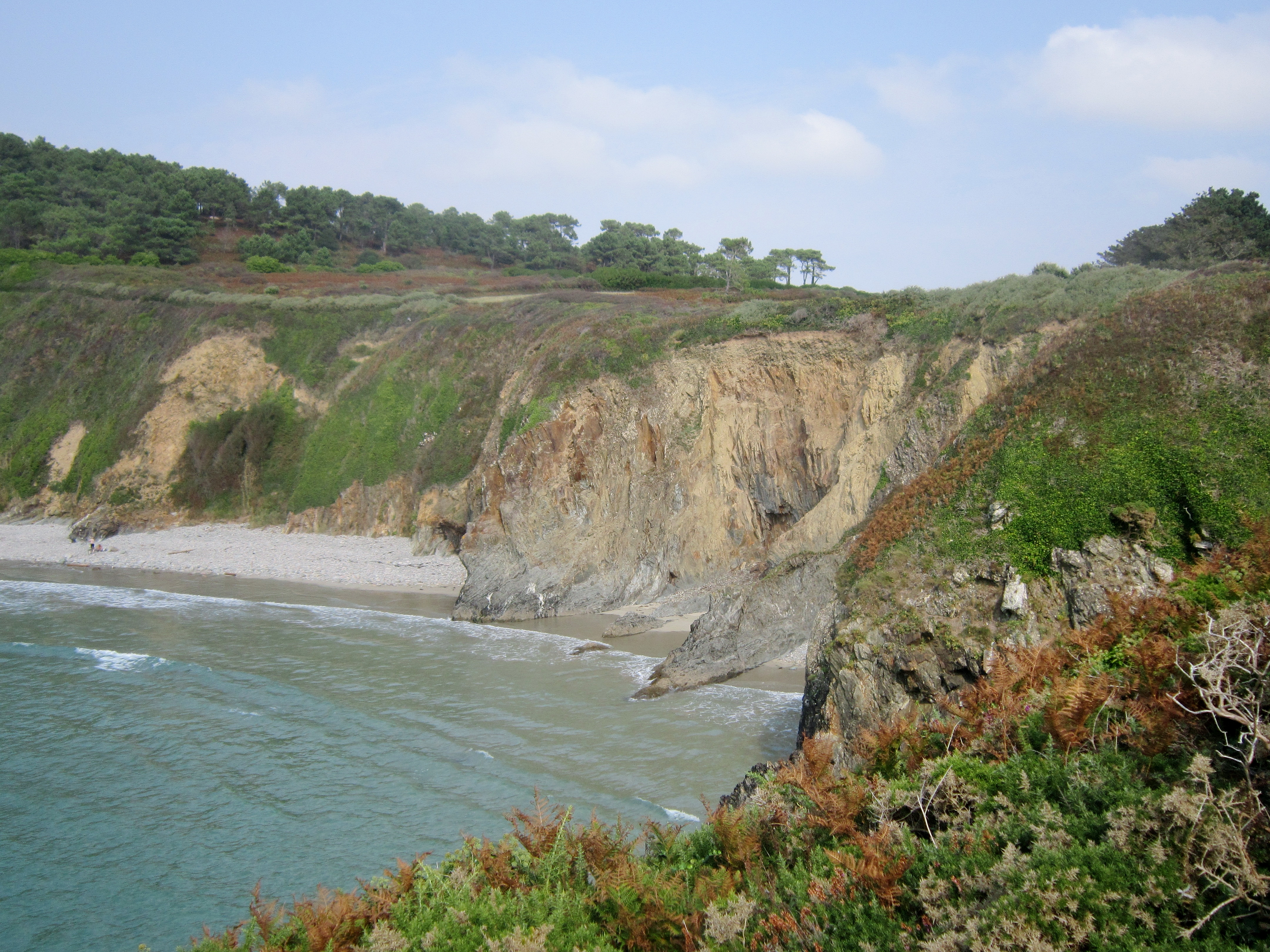
La plage de Trez Bihan vue depuis la pointe de Pen ar Vir.
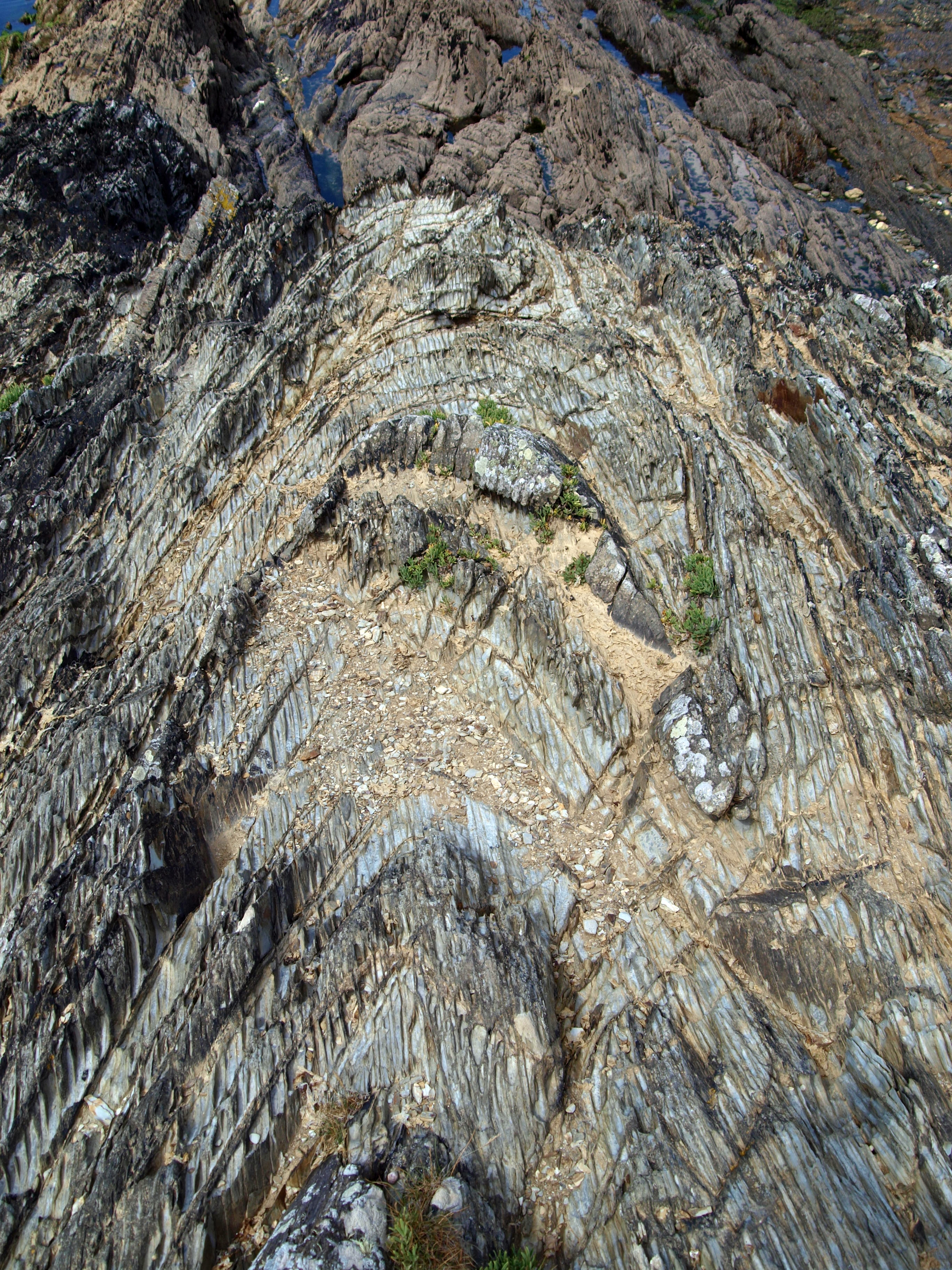
Plissement anticlinal sur une falaise de Telgruc.
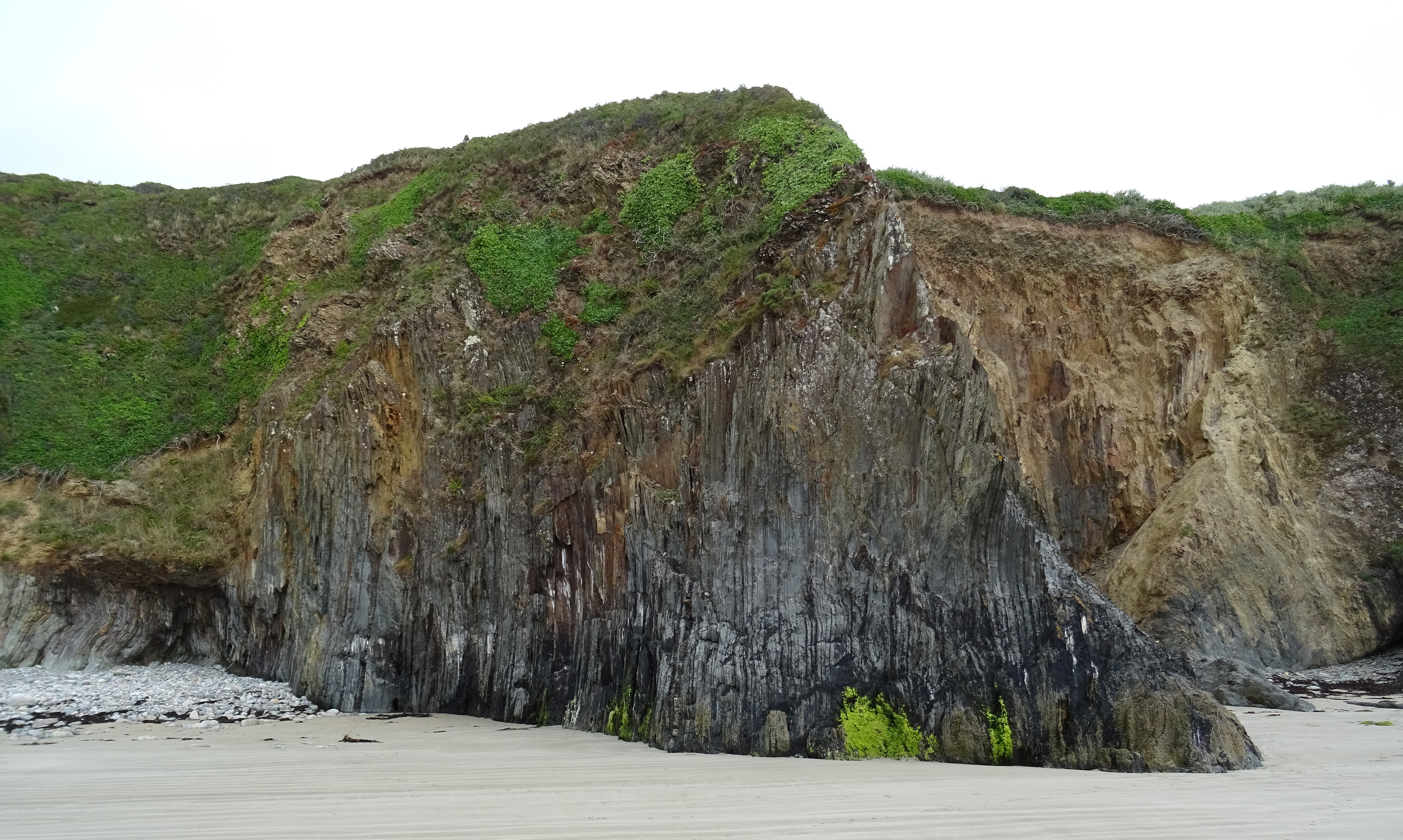
Falaise de Trez Bihan, roches datant du Briovérien redressées à la verticale.

Pendant l'Entre-deux-guerres, la « Société Normande des Mines » fait une demande de concession et d'exploitation de minerai de fer sur une superficie de 4 561 hectares sur le territoire des communes de Lanvéoc, Crozon, Telgruc, Argol et Landévennec, mais cette demande est rejetée par un décret daté du 20 juillet 1932.
L'importante carrière de Ménez Luz, située juste au sud-est du bourg, exploite un gisement de grès armoricain ; elle est gérée par la société Lagadec, de Plouédern.

### Hydrographie
Pour un article plus général, voir Réseau hydrographique du Finistère.
La commune est située dans le bassin Loire-Bretagne. Elle est drainée par l'Aber, l'aber, le Loc'h et divers autres petits cours d'eau,.
L'Aber, d'une longueur de 12 km, prend sa source dans la commune d'Argol et se jette  dans la baie de Douarnenez dans la commune de Crozon. 

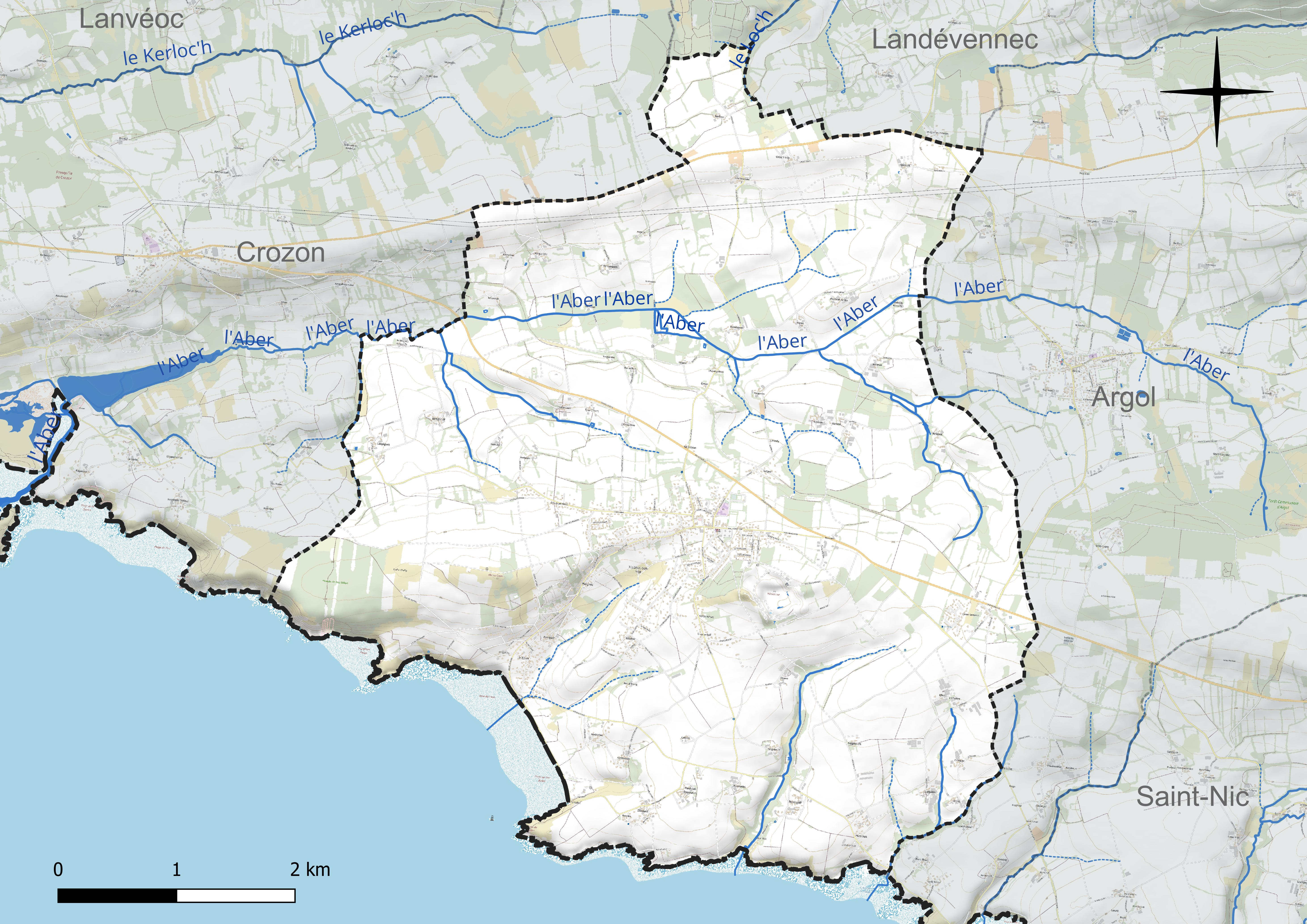
Réseau hydrographique de Telgruc-sur-Mer.

### Climat
Pour des articles plus généraux, voir Climat de la Bretagne et Climat du Finistère.
En 2010, le climat de la commune est de type climat océanique franc, selon une étude du CNRS s'appuyant sur une série de données couvrant la période 1971-2000. En 2020, Météo-France publie une typologie des climats de la France métropolitaine dans laquelle la commune est exposée à un climat océanique et est dans la région climatique Finistère nord, caractérisée par une pluviométrie élevée, des températures douces en hiver (6 °C), fraîches en été et des vents forts. Parallèlement l'observatoire de l'environnement en Bretagne publie en 2020 un zonage climatique de la région Bretagne, s'appuyant sur des données de Météo-France de 2009. La commune est, selon ce zonage, dans la zone « Littoral », exposée à un climat venté, avec des étés frais mais doux en hiver et des pluies moyennes.
Pour la période 1971-2000, la température annuelle moyenne est de 11,2 °C, avec  une amplitude thermique annuelle de 10,6 °C. Le cumul annuel moyen de précipitations est de 1 126 mm, avec 16,4 jours de précipitations en janvier et 8 jours en juillet. Pour la période 1991-2020, la température moyenne annuelle observée sur la station météorologique la plus proche, située sur la commune de Lanvéoc à 10 km à vol d'oiseau, est de 12,2 °C et le cumul annuel moyen de précipitations est de 1 030,1 mm,. Pour l'avenir, les paramètres climatiques de la commune estimés pour 2050 selon différents scénarios d'émission de gaz à effet de serre sont consultables sur un site dédié publié par Météo-France en novembre 2022.

### Paysages
Le littoral est très contrasté, présentant dans sa partie sud-est des falaises d'une trentaine de mètres d'altitude (entre la grève de Porslous et la pointe du Bellec), puis dans sa partie centrale la longue plage de Trez Bellec (prolongée au-delà de la pointe de Pen ar Vir par la petite plage, assez difficile d'accès, de Trez Bihan), et enfin, dans sa partie ouest, à partir de la pointe de Pen ar Vir, des falaises très élevées de 70 à 75 mètres de hauteur, au niveau de la pinède de Trez Bihan, formées principalement de grès armoricain, une roche très dure dont les couches sont redressées presque à la verticale en raison du plissement.

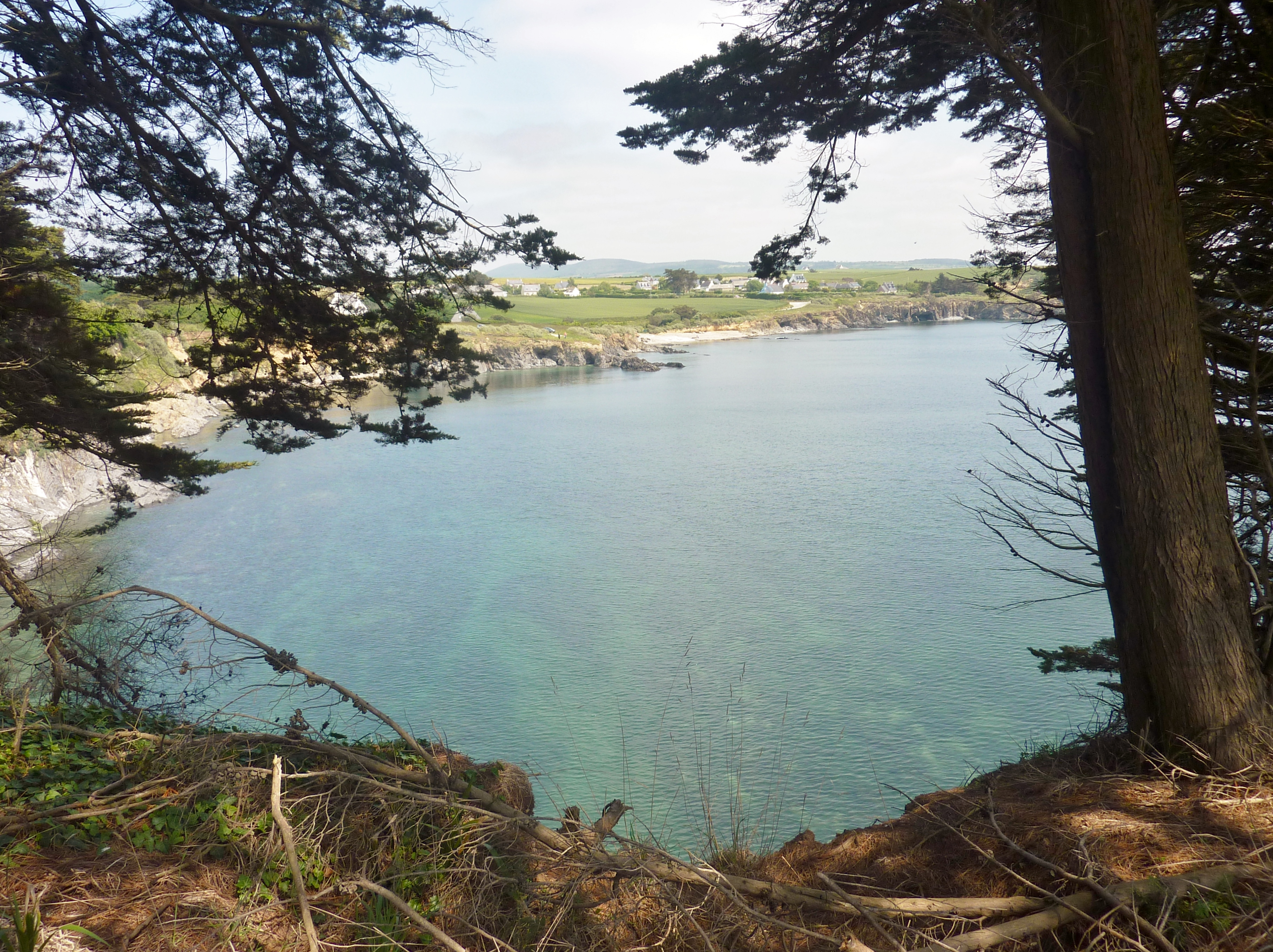
La grève de Porslous vue de l'ouest depuis le sentier littoral GR 34 au niveau des falaises situées au sud du hameau de Cabel ar Run.
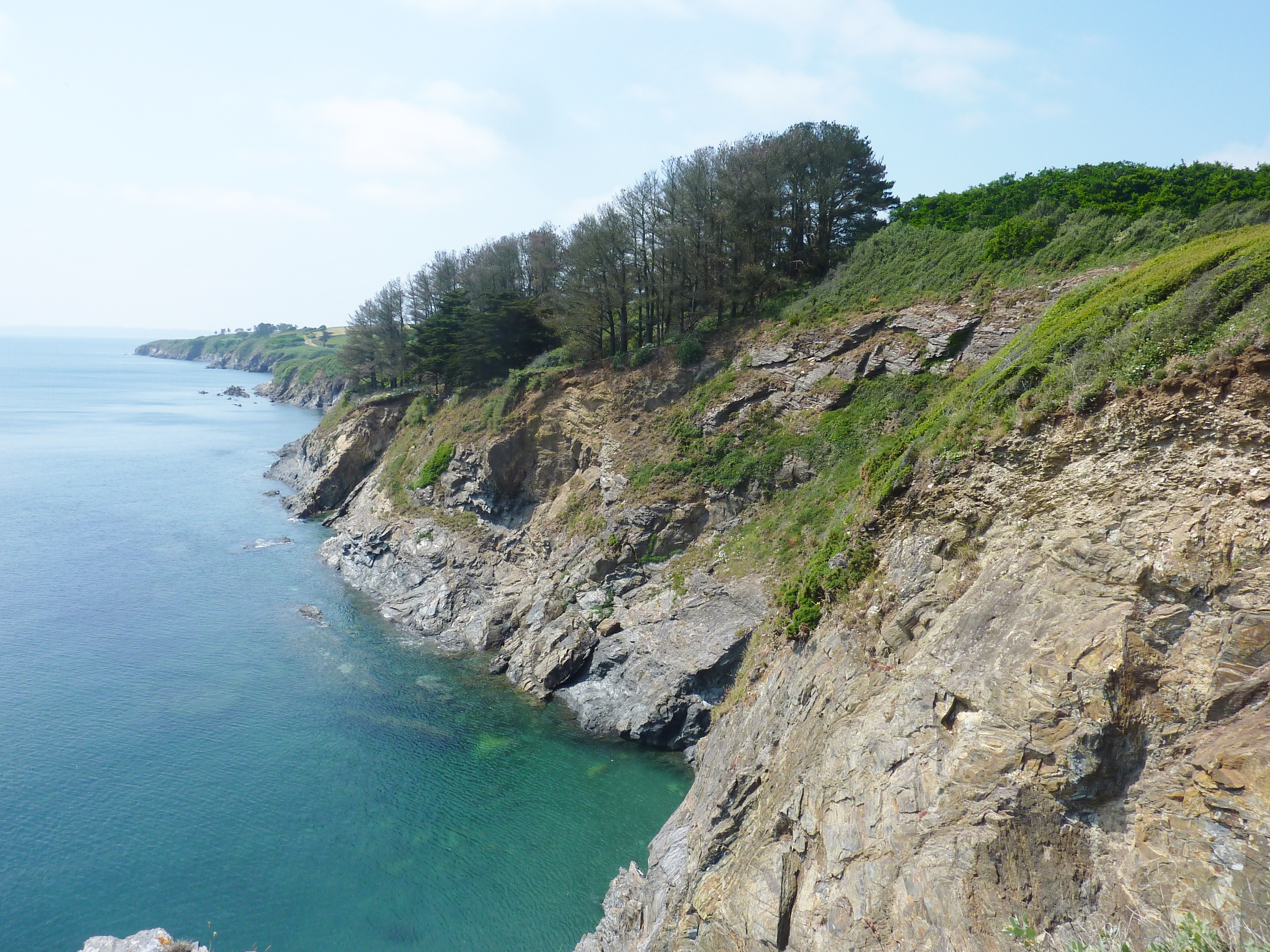
Falaises entre la grève de Porslous et celle de Pen-ar-Roz.
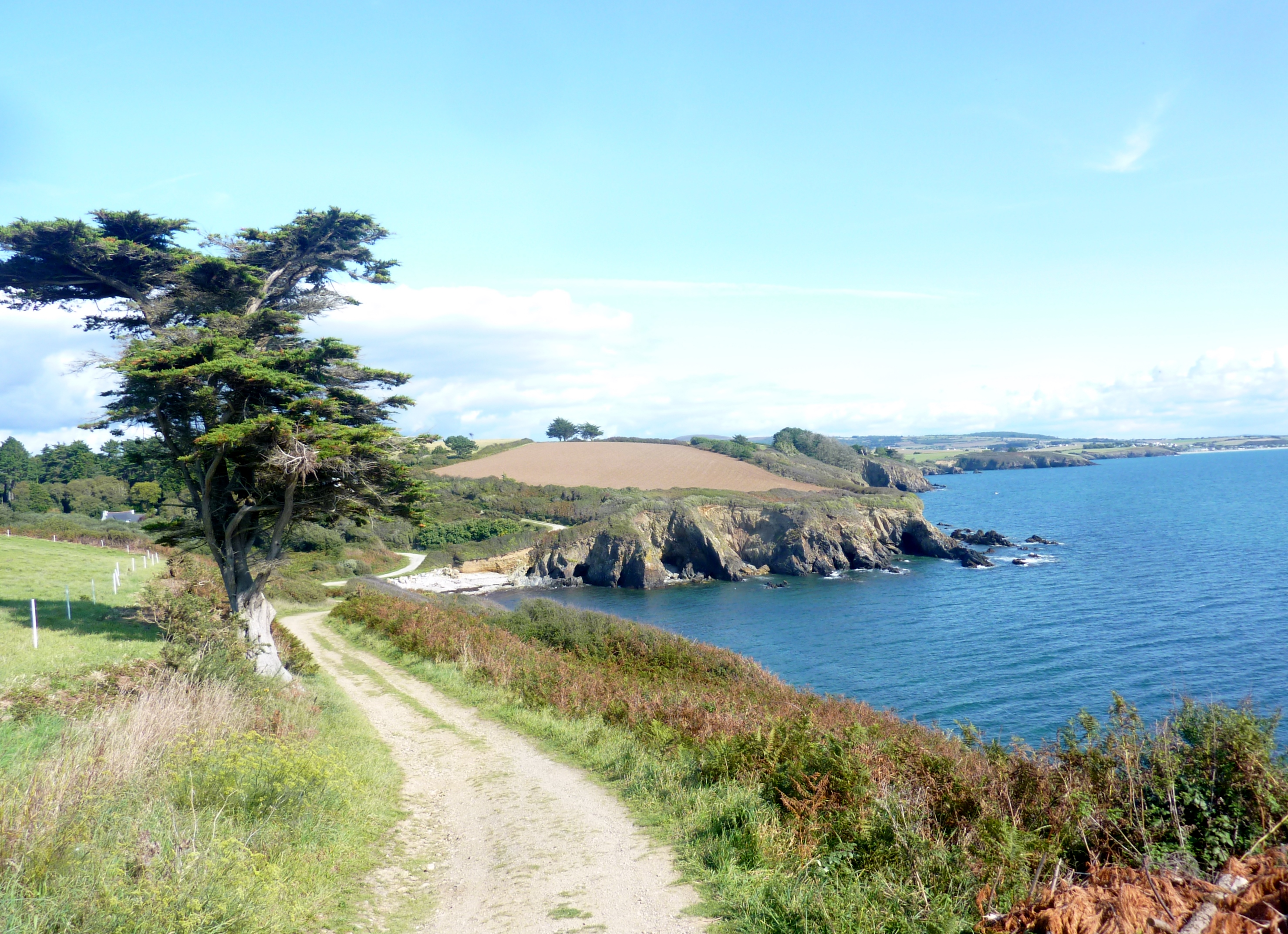
Falaises en direction de la grève de Porslous vus depuis le GR 34 près de Pen-ar-Roz.
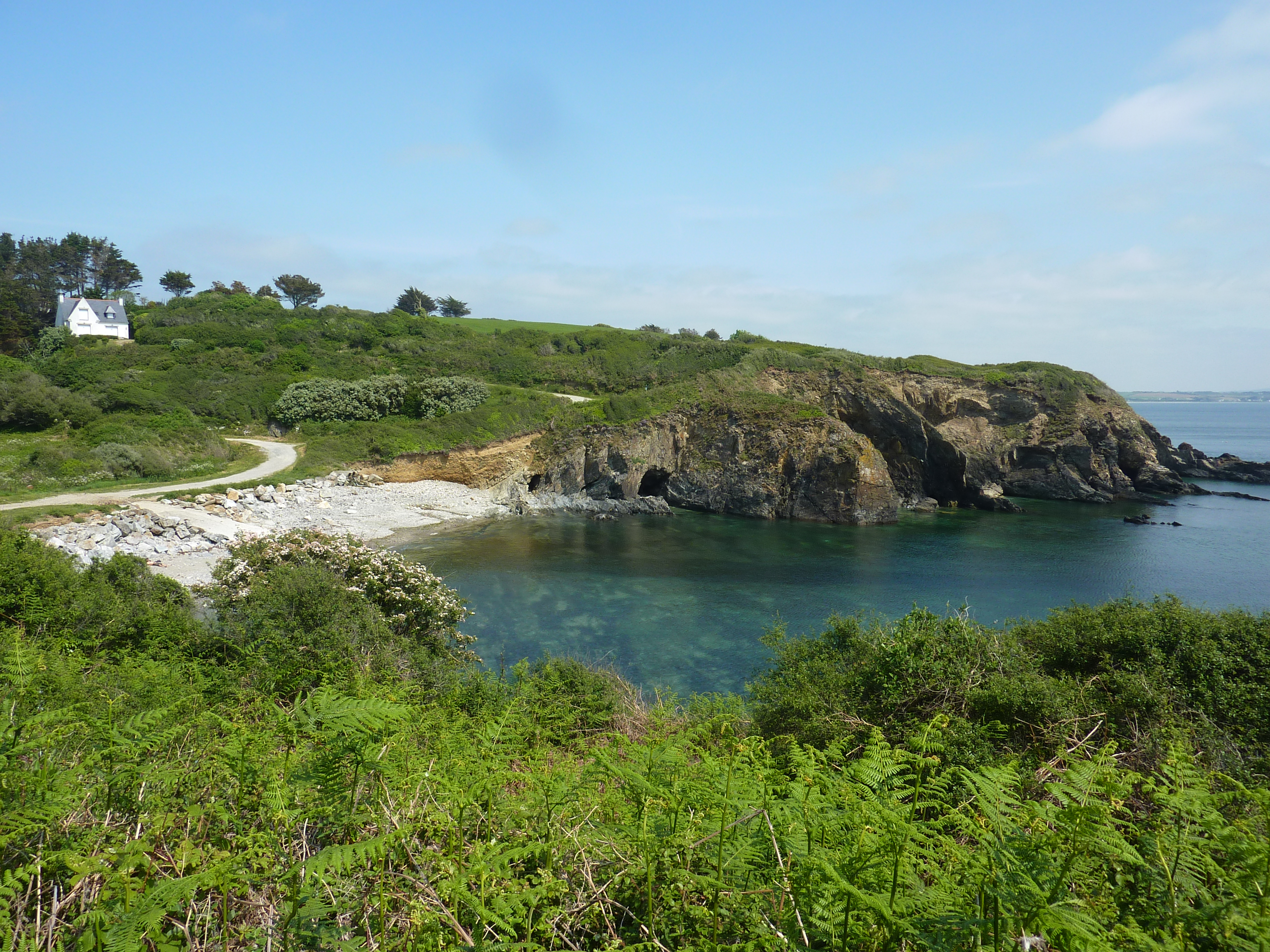
La grève de Pen-ar-Roz et les grottes situées dans la falaise.
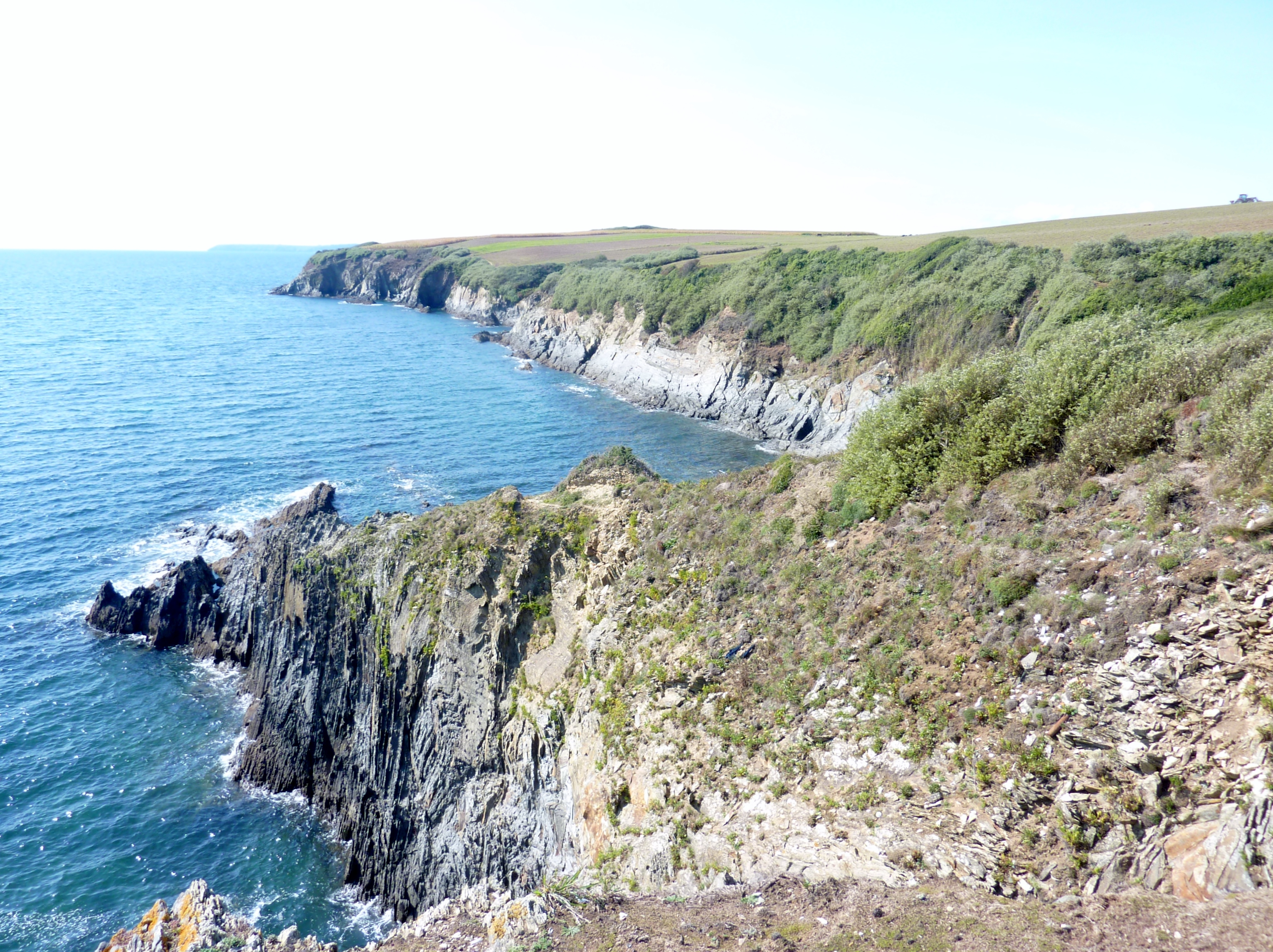
Falaises entre Pen-ar-Roz et, à l'arrière-plan, la pointe du Bellec.
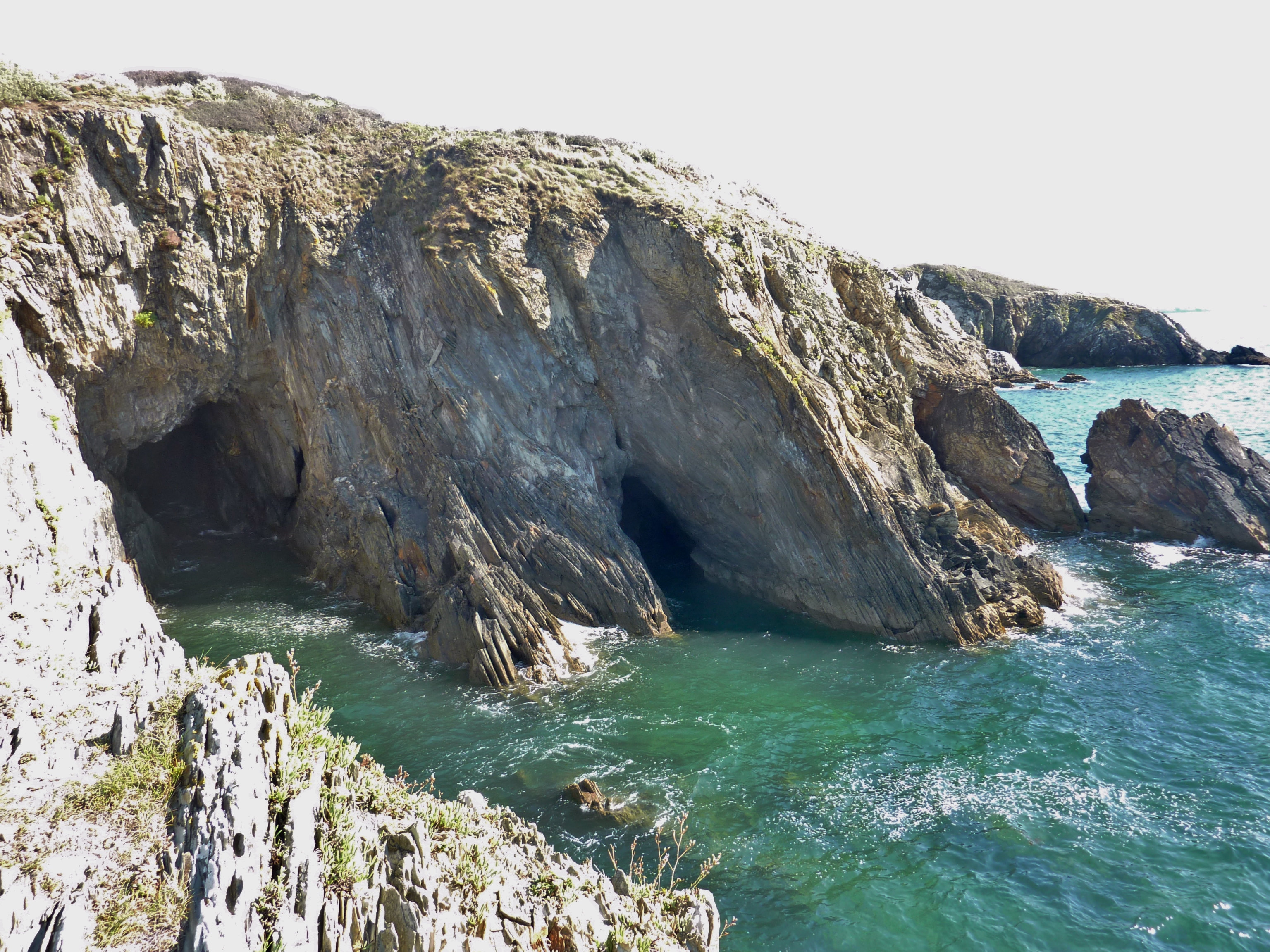
Grottes dans les falaises entre le hameau d'Elléouët et celui de Pen-ar-Roz.
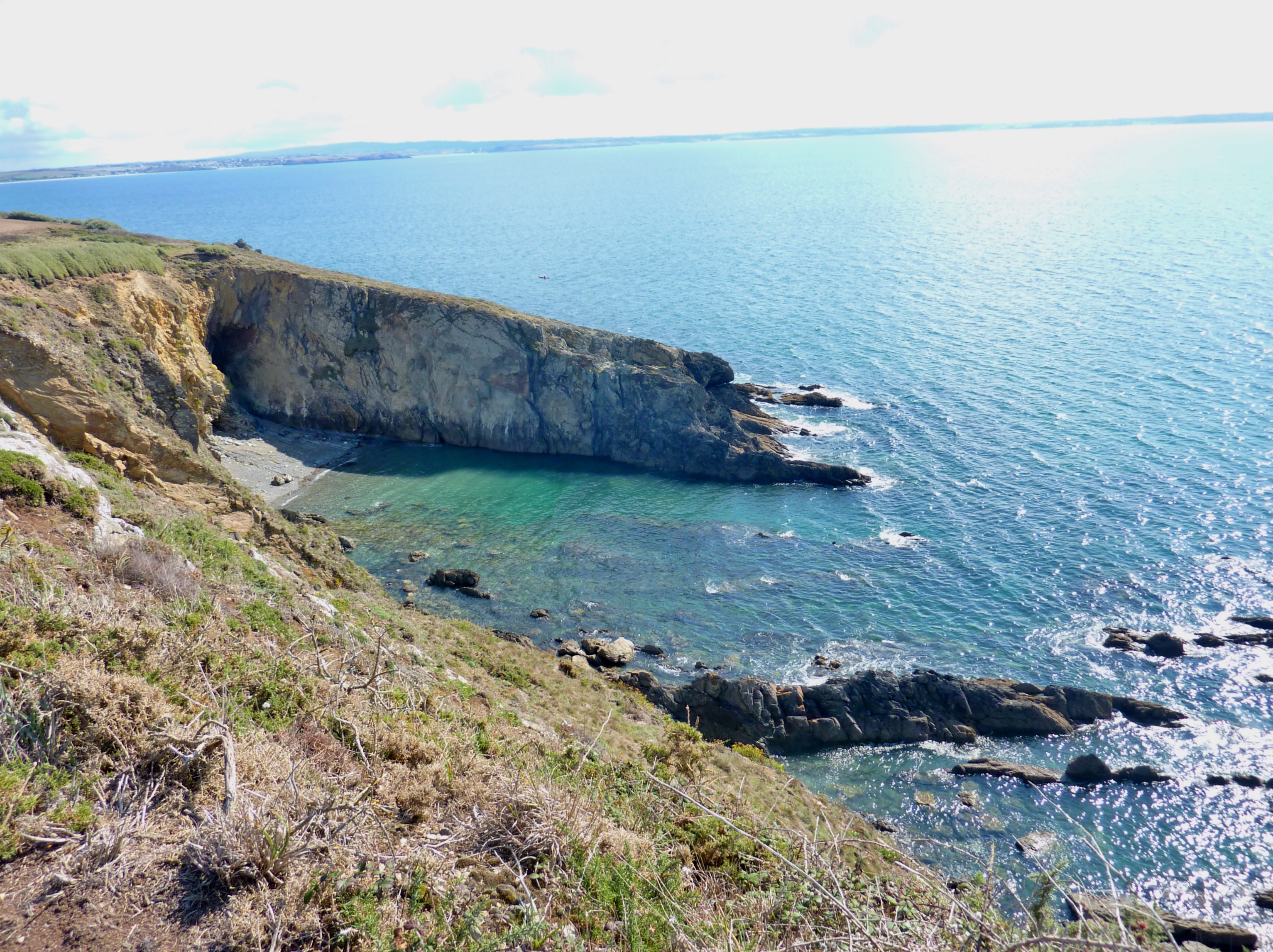
Falaises et crique au sud du hameau d'Elléouët (entre La pointe du Bellec et la grève de Porslous).
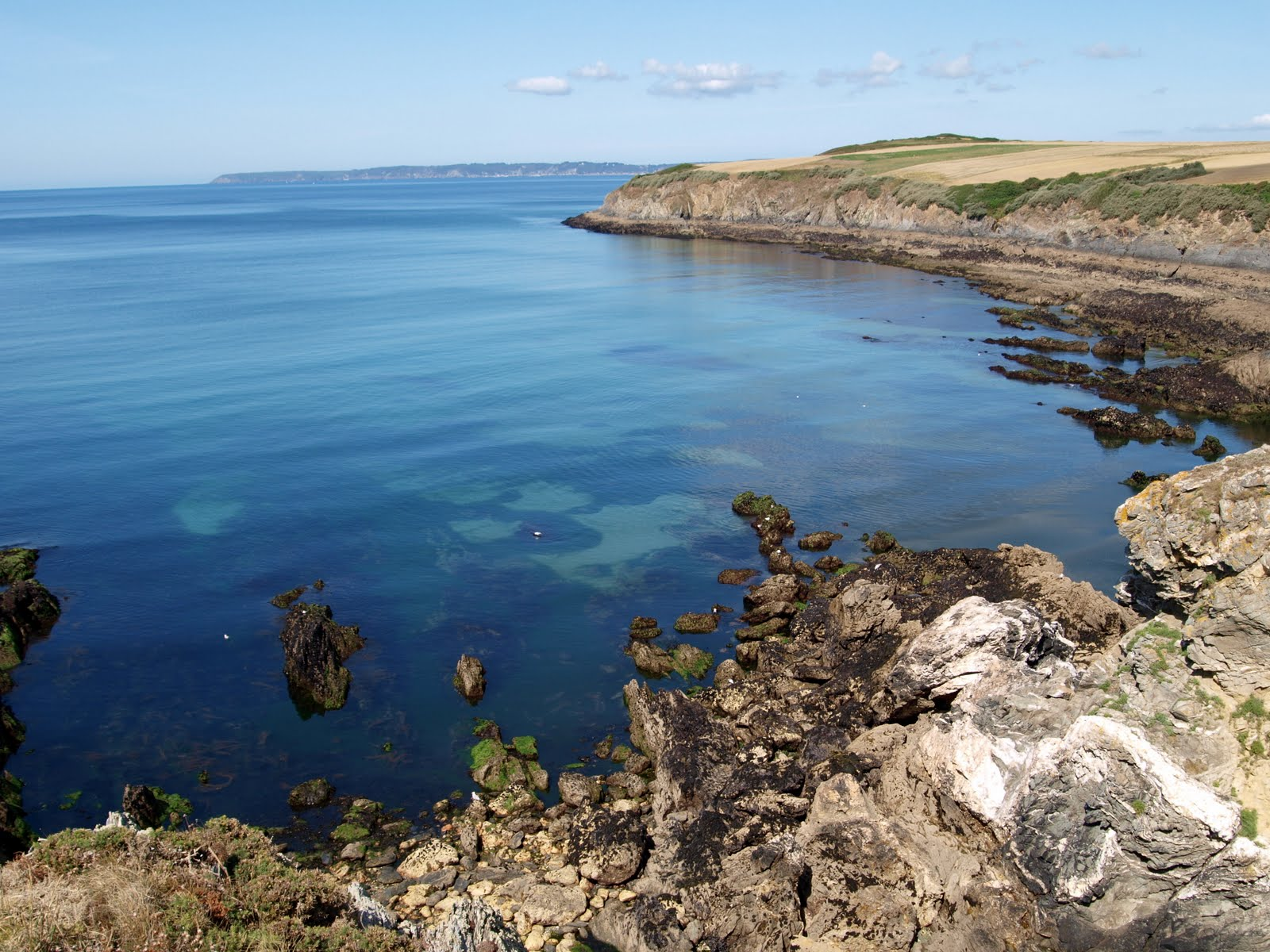
La pointe du Bellec vue de  l'est.
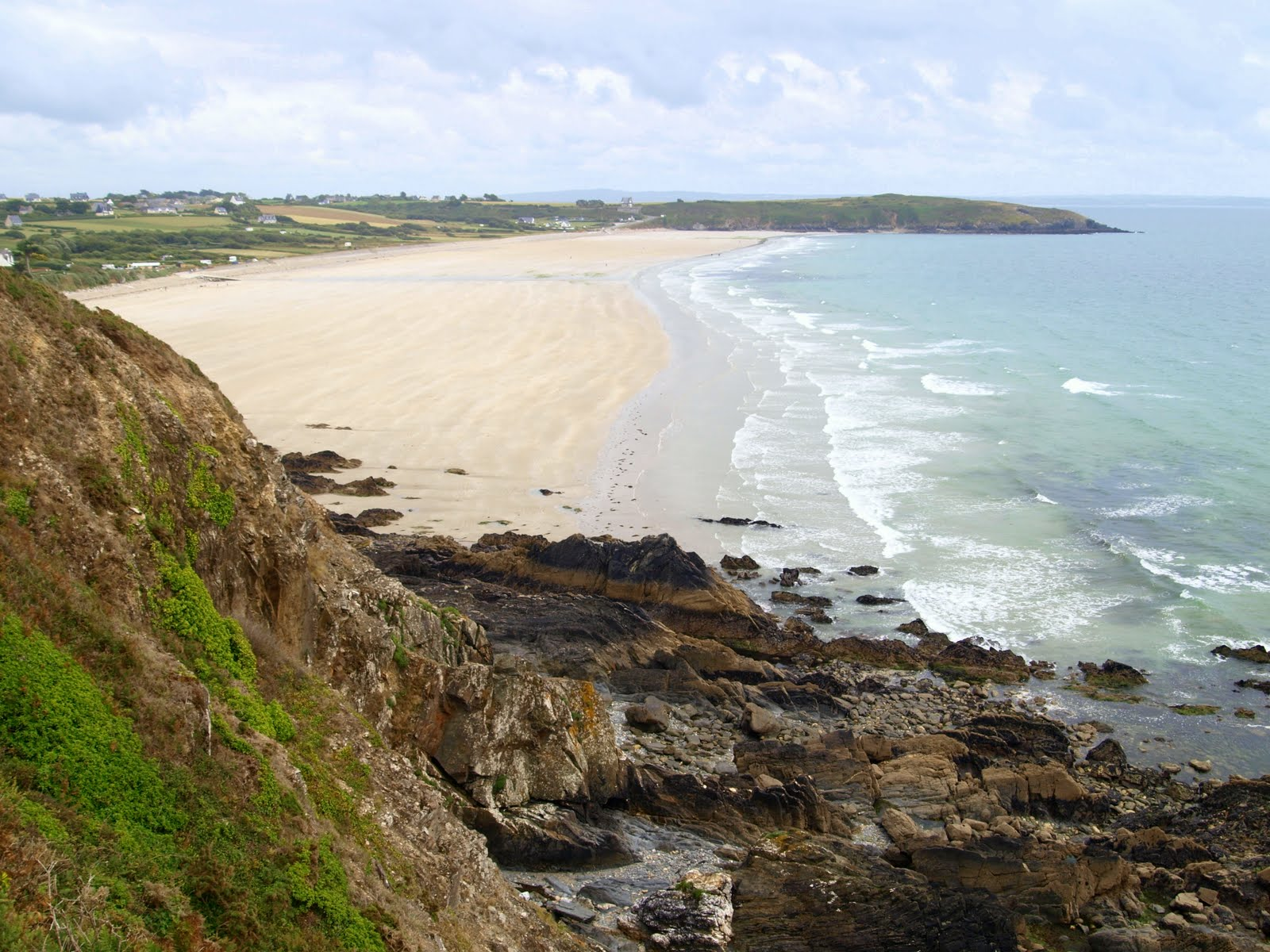
La plage de Trez Bellec vue depuis la pointe de Pen ar Vir, à l'arrière-plan la pointe du Bellec.
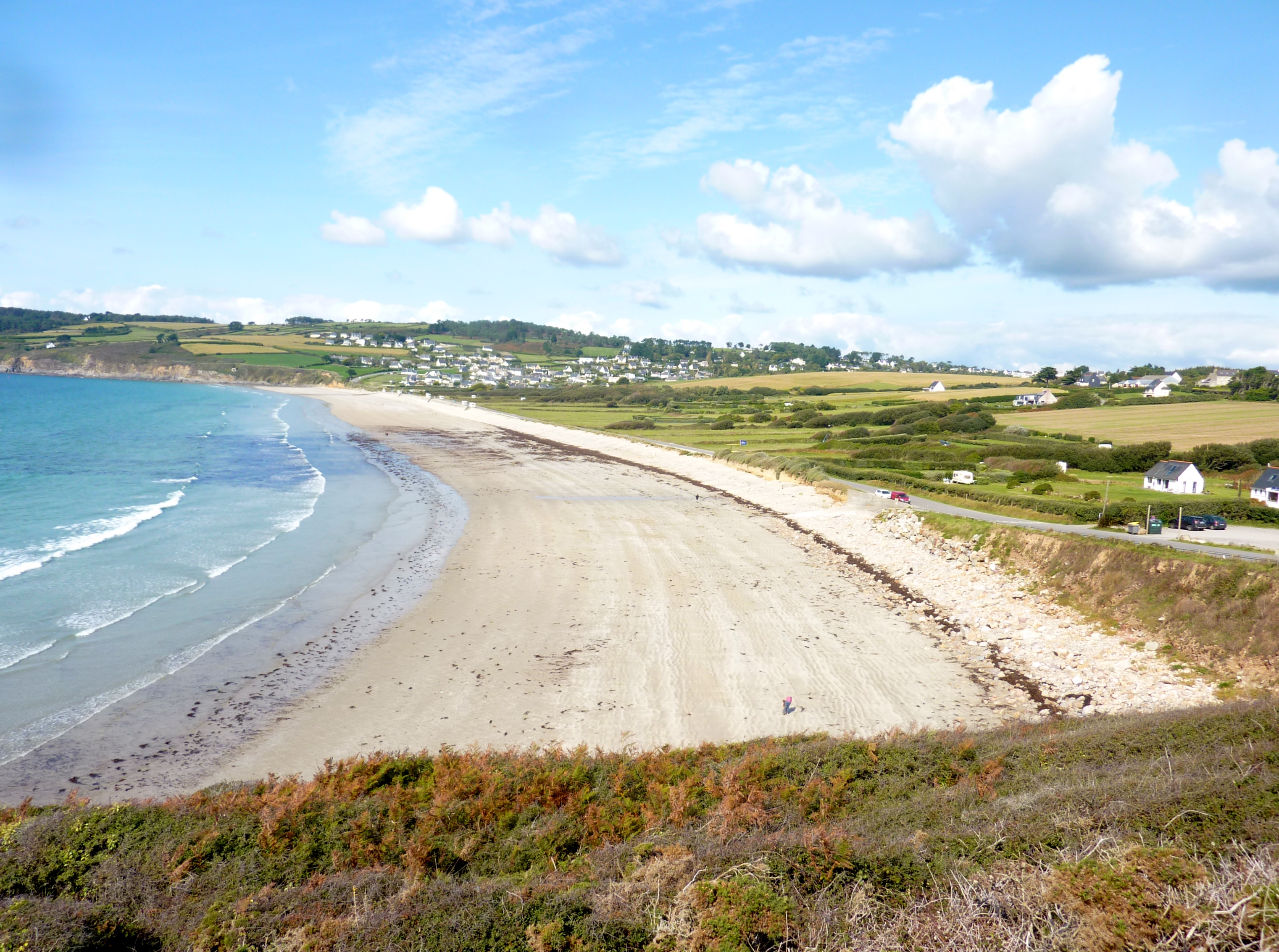
La plage de Trez Bellec vue depuis la pointe du Bellec ; à l'arrière-plan le hameau du Caon dominé par le Ménez Caon.
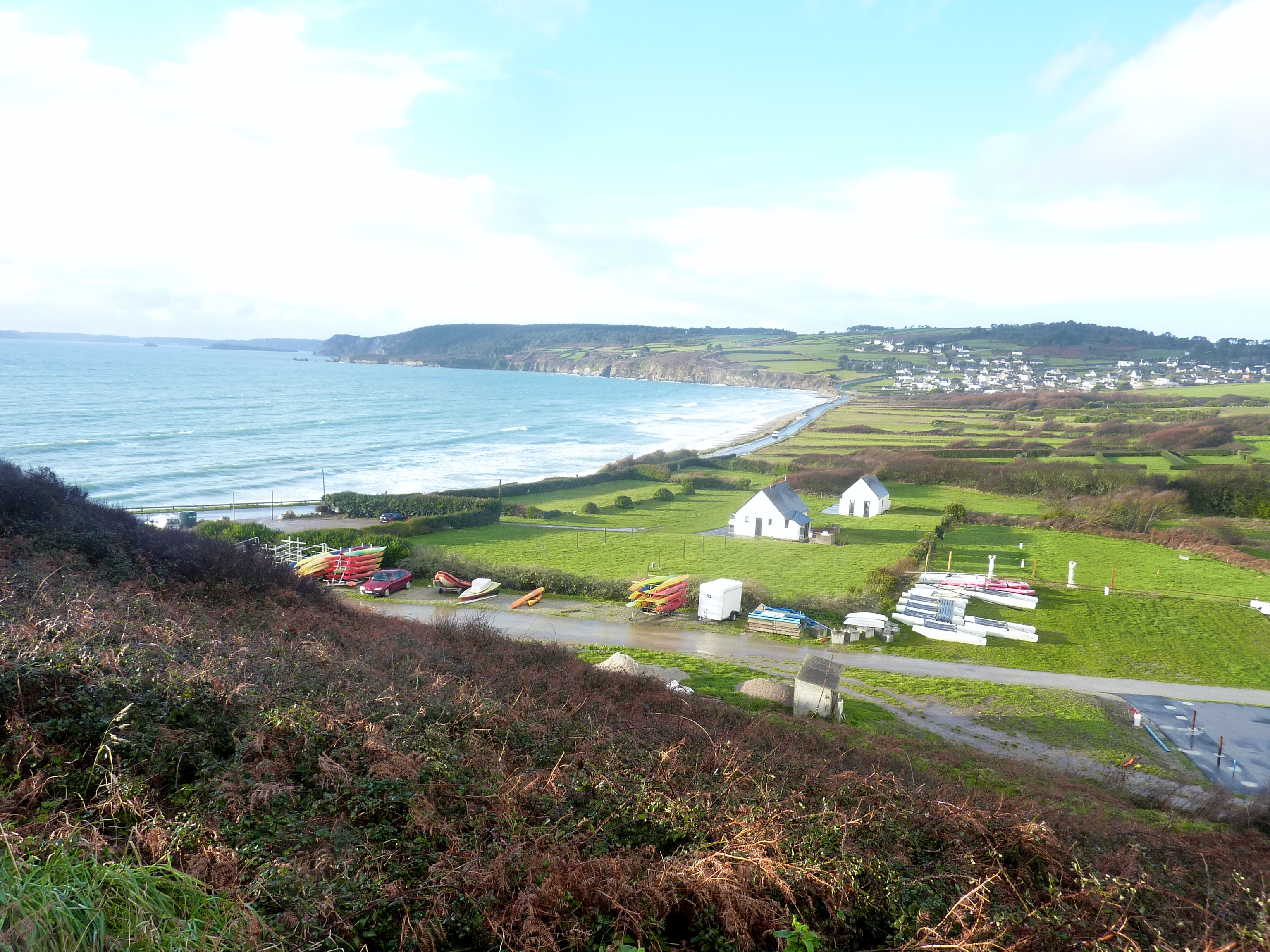
La plage de Trez Bellec ; à l'arrière-plan le Ménez Caon et la pointe de Pen ar Vir.
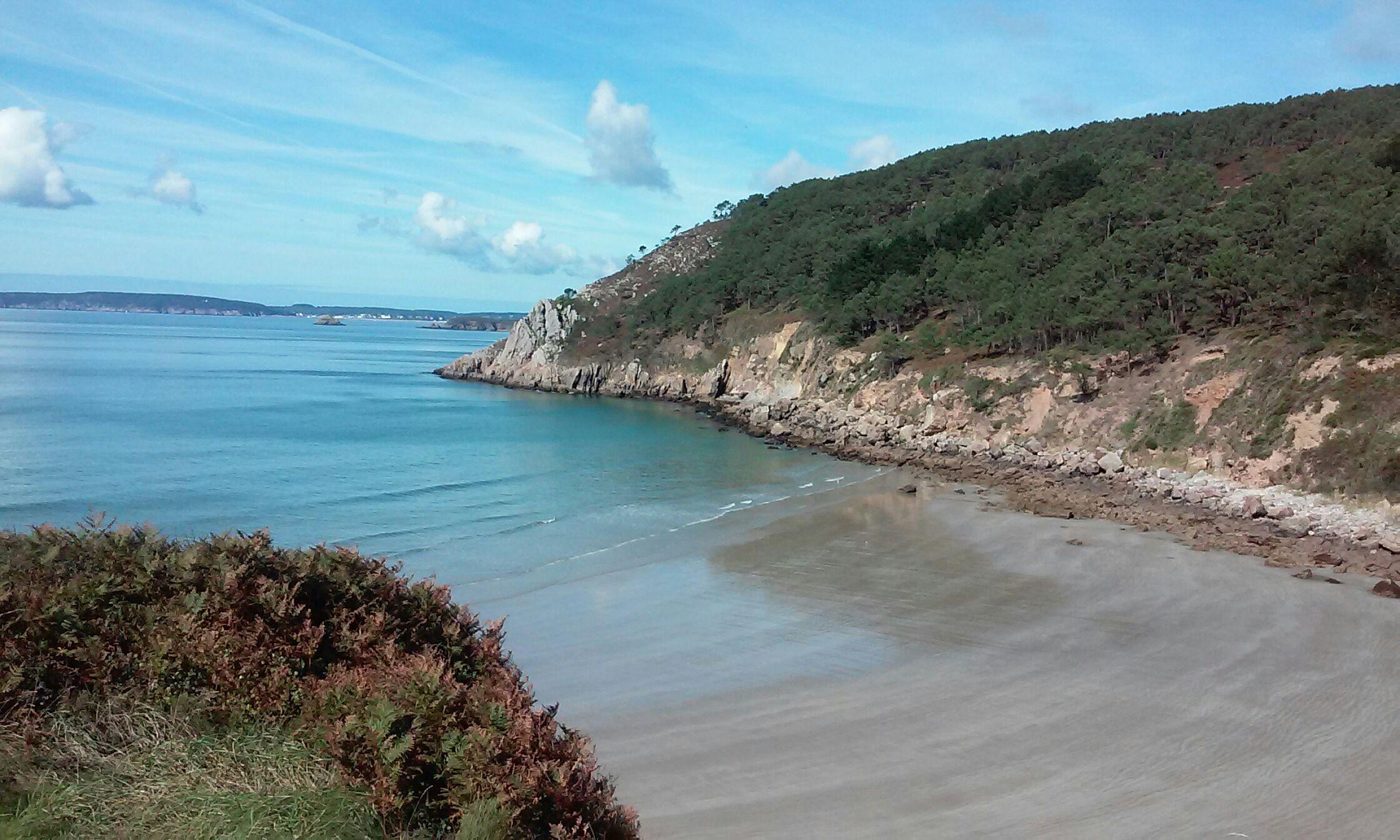
La plage de Trez Bihan.
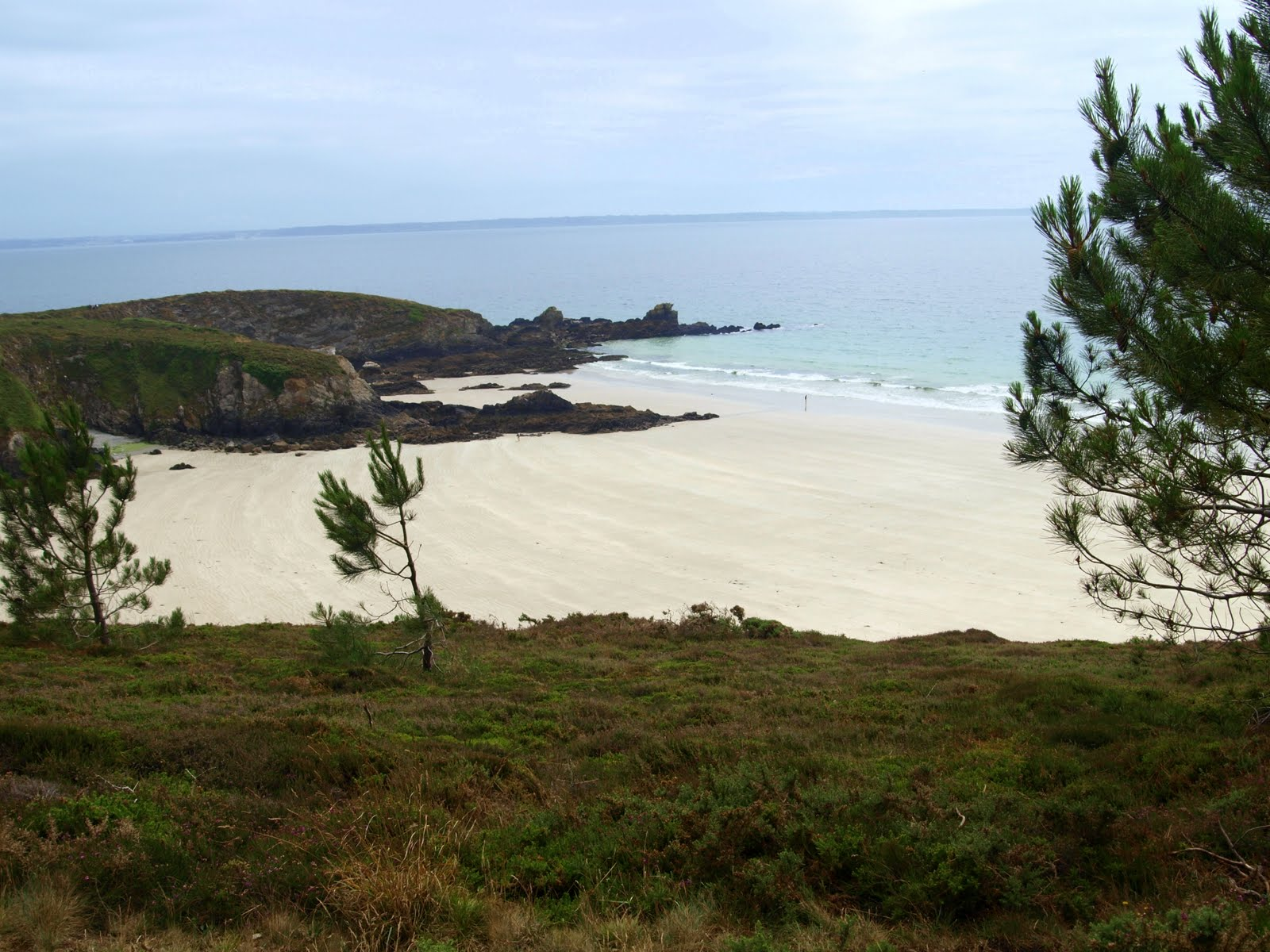
La plage de Trez Bihan et la pointe de Pen ar Vir.
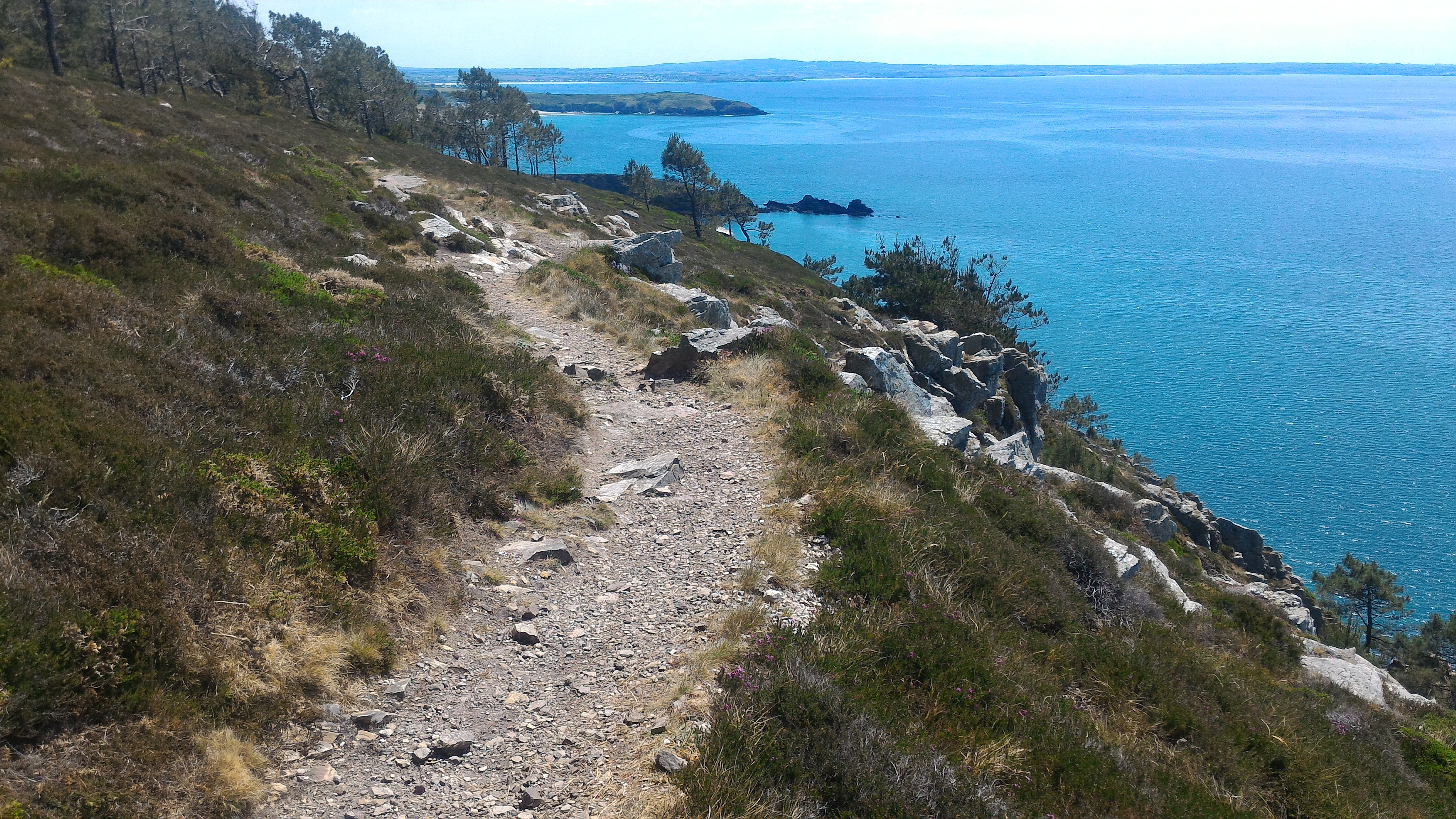
Le sentier GR 34 à la pinède de Trez Bihan.

Le GR 34 longe le littoral de Telgruc-sur-Mer.

## Urbanisme

### Typologie
Au 1er janvier 2024, Telgruc-sur-Mer est catégorisée commune rurale à habitat dispersé, selon la nouvelle grille communale de densité à 7 niveaux définie par l'Insee en 2022.
Elle est située hors unité urbaine. Par ailleurs la commune fait partie de l'aire d'attraction de Crozon, dont elle est une commune de la couronne,. Cette aire, qui regroupe 7 communes, est catégorisée dans les aires de moins de 50 000 habitants,.
La commune, bordée par la mer d'Iroise, est également une commune littorale au sens de la loi du 3 janvier 1986, dite loi littoral. Des dispositions spécifiques d'urbanisme s'y appliquent dès lors afin de préserver les espaces naturels, les sites, les paysages et l'équilibre écologique du littoral, tel le principe d'inconstructibilité, en dehors des espaces urbanisés, sur la bande littorale des 100 mètres, ou plus si le plan local d'urbanisme le prévoit.

### Occupation des sols
L'occupation des sols de la commune, telle qu'elle ressort de la base de données européenne d'occupation biophysique des sols Corine Land Cover (CLC), est marquée par l'importance des territoires agricoles (88,2 % en 2018), en diminution par rapport à 1990 (90,1 %). La répartition détaillée en 2018 est la suivante : 
zones agricoles hétérogènes (48 %), terres arables (33,5 %), prairies (6,7 %), zones urbanisées (6,5 %), forêts (3,3 %), mines, décharges et chantiers (0,9 %), milieux à végétation arbustive et/ou herbacée (0,5 %), zones humides côtières (0,4 %), espaces ouverts, sans ou avec peu de végétation (0,2 %). L'évolution de l'occupation des sols de la commune et de ses infrastructures peut être observée sur les différentes représentations cartographiques du territoire : la carte de Cassini (XVIIIe siècle), la carte d'état-major (1820-1866) et les cartes ou photos aériennes de l'IGN pour la période actuelle (1950 à aujourd'hui).

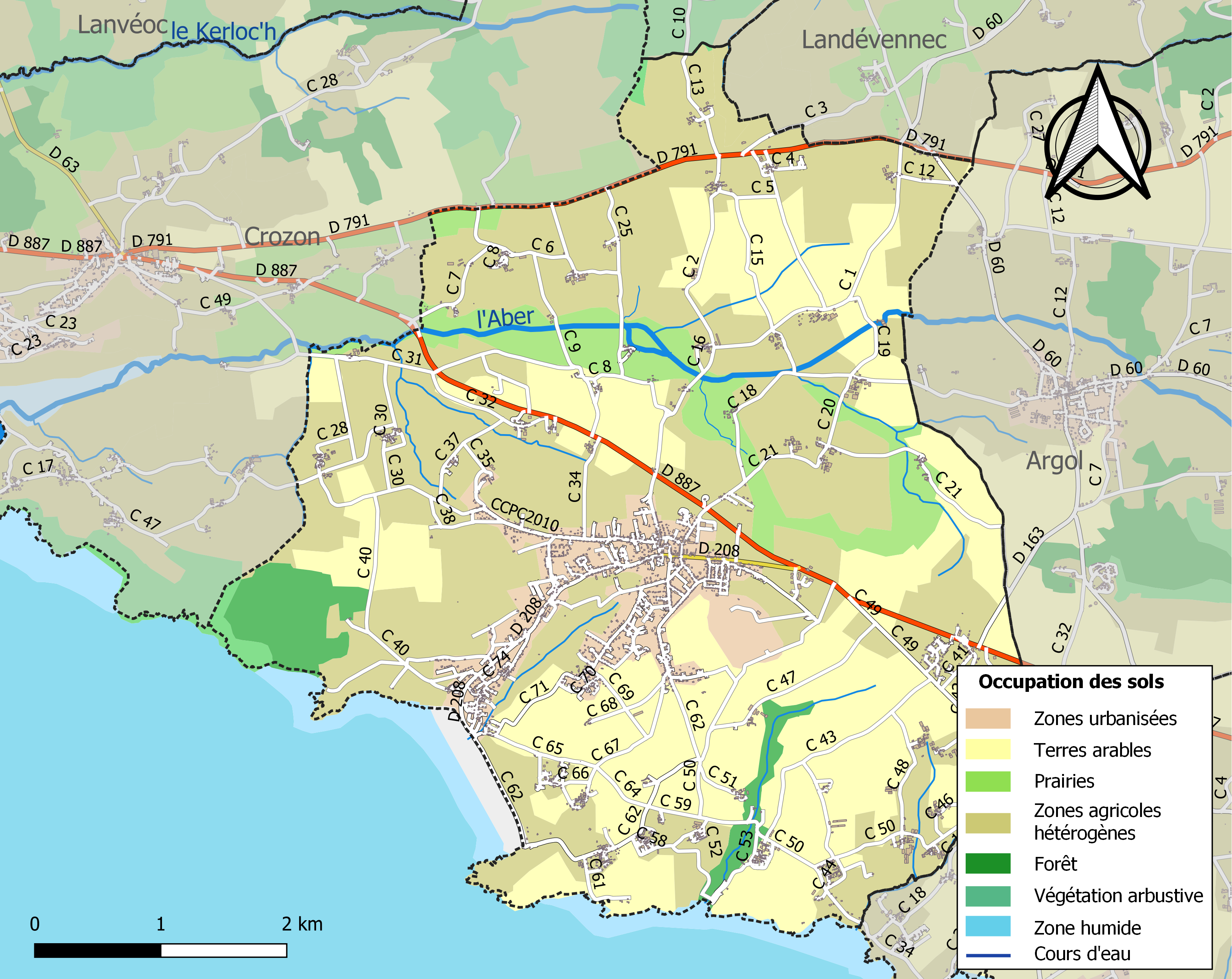
Carte des infrastructures et de l'occupation des sols de la commune en 2018 (CLC).

### Morphologie urbaine
La commune présente un habitat dispersé en de nombreux hameaux et fermes isolées. Le littoral était traditionnellement inhabité car inhospitalier et ne présentant aucun site portuaire possible. Ces dernières décennies, un habitat formé en partie de résidences secondaires s'est toutefois développé sur les pentes menant du bourg à la mer, principalement au nord de la plage de Trez Bellec, et un important camping s'est installé en arrière de la partie sud-est de cette même plage. D'autres quartiers résidentiels et touristiques se sont développés, bénéficiant d'une vue sur mer en raison des pentes, principalement entre le bourg et le hameau de Luzéoc.

### Habitat et logement
En 2018, le nombre total de logements dans la commune était de 1 586, alors qu'il était de 1 447 en 2013 et de 1 343 en 2008.
Parmi ces logements, 61,6 % étaient des résidences principales, 31,1 % des résidences secondaires et 7,3 % des logements vacants. Ces logements étaient pour 94,7 % d'entre eux des maisons individuelles et pour 3,4 % des appartements.
Le tableau ci-dessous présente la typologie des logements à Telgruc-sur-Mer en 2018 en comparaison avec celle du Finistère et de la France entière. Une caractéristique marquante du parc de logements est ainsi une proportion de résidences secondaires et logements occasionnels (31,1 %) supérieure à celle du département (13,7 %) et à celle de la France entière (9,7 %). Concernant le statut d'occupation de ces logements, 78,4 % des habitants de la commune sont propriétaires de leur logement (79,7 % en 2013), contre 68,9 % pour le Finistère et 57,5 % pour la France entière.
| Typologie                                               | Telgruc-sur-Mer | Finistère | France entière |
| ------------------------------------------------------- | --------------- | --------- | -------------- |
| Résidences principales (en %)                           | 61,6            | 78,8      | 82,1           |
| Résidences secondaires et logements occasionnels (en %) | 31,1            | 13,7      | 9,7            |
| Logements vacants (en %)                                | 7,3             | 7,5       | 8,2            |

## Toponymie
Attesté sous les formes Telchruc au XIe siècle, Thelgruc en 1236  puis Telgruc en 1368.
L'origine de ce nom vient du breton : Tal le « front », et de Cruc la « butte » ou la « colline ».
Bernard Tanguy donne pour Krug, et Krugell, la valeur « éminence », à savoir « hauteur de terre », et fournit à l'appui le nom de Telgruc, en breton : Terrug (Telchruc, XIe ; Thelgruc, XIIe ; Tergruc, XVIIIe siècle).
Nennius parle d'ailleurs du « sommet occidental qui est Cruc Ochidient » où il faut reconnaître le Ménez-Hom.

## Histoire

### Préhistoire

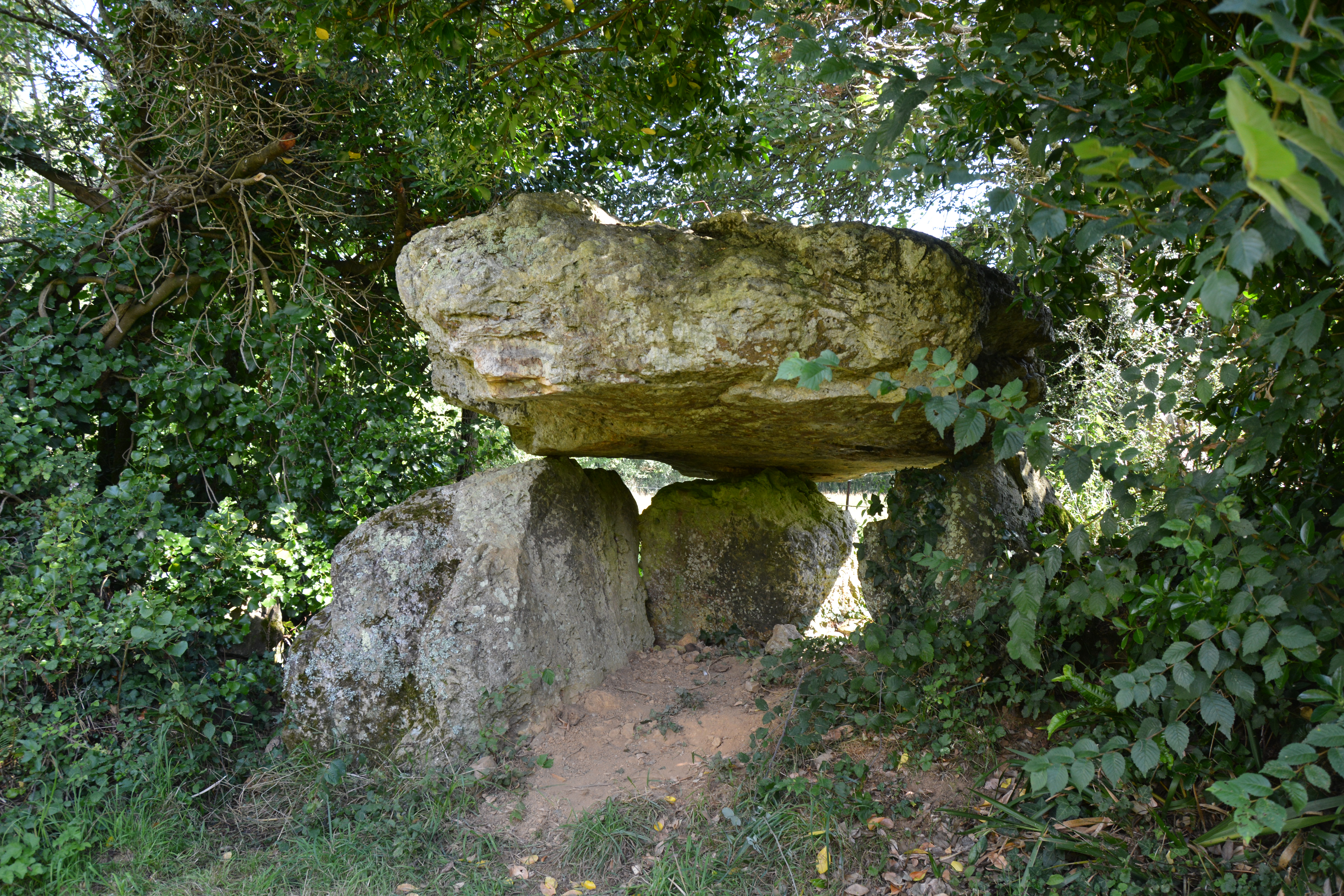
Le dolmen de Pen ar Run.

Le menhir de la « Pierre du diable » (« Maen-an-diaoul »), le menhir de Landarva et le dolmen de Pen ar Run sont les seuls mégalithes encore visibles sur le territoire de la commune : deux allées couvertes à Bévern, les dolmens de Kerguiridic et de Men Lié, ainsi que les mégalithes de la fontaine de Saint-Divy mentionnés fin XIXe siècle/début XXe siècle sont désormais détruits

### Antiquité
Une voie romaine, allant de Douarnenez à Camaret, passait par Plonévez-Porzay et rejoignait celle venant d'Aquilonia, en passant par la plage de Pentrez et en traversant la partie orientale du territoire actuel de la commune de Telgruc-sur-Mer.
Des cuves à salaison (pour la production de garum), découvertes en 1957, ont été fouillées en 1970 le long de la plage de Trez Bellec au lieu-dit Le Caon. Des restes d'une villa gallo-romaine ont été trouvés à Luzéoc. La tradition localise même à Luzéoc l'emplacement initial du bourg, déplacé par la suite à son endroit actuel.

### Moyen Âge
Selon Arthur de la Borderie, citant le cartulaire de Landévennec, c'est le roi Gradlon qui, vers le VIe siècle, aurait donné à saint Guénolé les plous de Telgruc et d'Argol avec la trève de Carvan (aujourd'hui Trégarvan) dépendant de cette dernière.
En fait le fief abbatial de Landévennec, qui comprenait le territoire de Landévennec, Argol, Trégarvan et une partie de Telgruc, remontait non au roi Gradlon, comme les moines du XIe siècle l'écrivirent dans leurs chartes apocryphes, mais au fondateur de l'abbaye, saint Guénolé, qui l'avait formé dès les premiers temps de l'émigration bretonne (Ve-VIe siècles) en s'en appropriant le sol par le défrichement et la culture.
« Le manoir de Ker-Edan appartenoit, en 1400, à Jean de Keredan ».
Le château de Rosmadec fut le berceau de la famille de Rosmadec (qui, selon Jean-Baptiste Ogée, descendrait des comtes de Cornouaille) dont plusieurs membres ont laissé une trace dans l'histoire, notamment Riwalen [Rivalon] Ier de Rosmadec, né vers 1175 et décédé vers 1234, qui fut seigneur de Rosmadec et vicomte du Faou, qui aida les moines à rebâtir l'abbaye de Landévennec en 1191. Son fils Hervé de Rosmadec, né vers 1212 à Telgruc, accompagna Pierre Ier de Bretagne en Terre Sainte en 1238.
Yves Éon de Rosmadec, petit-fils du précédent, né vers 1260 à Telgruc, présent dans l'ost rassemblée en 1294 à Ploërmel par le duc Jean II de Bretagne ; Guillaume de Rosmadec, petit-fils du précédent, né vers 1325, époux en premières noces de Marguerite du Chastel (fille de Tanguy Ier du Chastel) et en secondes noces de Marie de Cornouaille ; Bertrand de Rosmadec, fils de Guillaume de Rosmadec et de Marguerite du Chastel, fut évêque de Cornouaille entre 1416 et 1445, décédé le 7 février 1445.
Ce château était déjà en ruine en 1644 (« En la paroisse de Telgruc, les ruines de l'ancien château font remarquer qu'il était composé de cinq tours, jointes par des corps de logis entourés de fossés larges et profonds et environnés de bois de haute futaie » écrit Marc de Vulson de La Colombière) ; de nos jours, il n'en subsiste aucune trace.
Une autre branche de cette famille devint seigneur de Tyvarlen en Pont-Croix par le mariage de Jean de Rosmadec, fils de Guillaume de Rosmadec et de Marie de Cornouaille, en 1391 avec Alice de Tyvarlen et l'un de leurs descendants, Sébastien Ier de Rosmadec, obtint par la suite en 1608 la création du marquisat de Pont-Croix.

### Époque moderne
Le prédicateur Julien Maunoir prêcha une mission à Telgruc en 1674.
Horeleou, d'Argol, et Maurice Steffan, de Telgruc, furent les deux seuls habitants de la presqu'île de Crozon exceptés, en raison de la gravité de leurs agissements, de l'amnistie du 5 février 1676 qui scella la fin de la Révolte des Bonnets rouges de 1675.
En 1759, une ordonnance de Louis XV ordonne à la paroisse de Telgruc de fournir 19 hommes et de payer 124 livres pour « la dépense annuelle de la garde-côte de Bretagne ».
Jean-Baptiste Ogée décrit ainsi Telgruc vers 1778 : 

« Telgruc, sur la montagne de Meucon ; à six lieues et demie au Nord-Ouest de Quimper, son Évêché et son ressort ; à 43 lieues de rennes ; et à trois lieues deux tiers du Faou, sa Subdélégation. On y compte 1 300 communiants : la Cure est à l'alternative. Le territoire, bordé au Sud-Ouest par la mer, et au Nord-Est par les montagnes de Meneham [Ménez Hom], renferme des terres en labeur de bonne qualité et des landes dont le sol ne paroît pas mériter d'être cultivé. »

### Révolution française et Empire
La paroisse de Telgruc, qui comprenait alors 150 feux, élit deux délégués, Lemonze et Yves Labasque, pour la représenter à l'assemblée du tiers-état de la sénéchaussée de Quimper au printemps 1789. Le cahier de doléances de Telgruc fut rédigé le 1er avril 1789. On y lit notamment : « La corvée féodale nous accable, on nous fait charroyer des pierres et du bois et pour les réparations des moulins, et à la fin de l'année on nous fait payer la corvée en argent ». Les Telgrucois se plaignent aussi des taxes auxquelles ils sont soumis par les différents agents des seigneurs, les notaires, etc.. Le cahier de doléances de Telgruc est signé par seulement sept des douze délibérant du Corps politique de la paroisse, les autres étant analphabètes.
Un projet de décret du 18 juillet 1792 de l'Assemblée législative fixe les limites de la commune de Telgruc qui comprendra, outre le territoire de l'ancienne paroisse, « les villages de Kerballion, Kerfauniou, Pouhallec bran, Pouhalec Bihan, Kerglinlin, les Quissence, Pivenlec, Raguenès, Leclozen, Peraonu, Kerrun, Porsalut, Kermengny, Kerbartun, Penanvern, Kerraporet, Kerdreux, Kerbirion, Runavel, Arbichoux, Le Quenquis, Trégaradou, Kerridien, Hirgars, le moulin de Pont Men, le moulin de Kerrun, et la chapelle Notre-Dame-de-Porsalut, conservée comme oratoire, le tout distrait de la paroisse de Crozon ».
Le maire de Telgruc acheta le presbytère, devenu bien national ; il en fit son habitation et son étude de notaire, et le bureau de tabac tenu par son épouse. Il refusa de la quitter après le Concordat. Ses descendants n'en partirent qu'en 1913 parce que l'évêque de Quimper avait jeté l'interdit sur la paroisse.

### Époque contemporaine

#### LeXIXesiècle
En 1804, Pierre-Hyacinthe Corgat, prêtre desservant de la paroisse de Telgruc écrit à son évêque à propos de ses paroissiens : « Vous ne sauriez imaginer combien ce peuple est grossier, ignorant, in soucieux à tous égards. La foi y est comme éteinte, et presque point de mœurs.
Telgruc fut privé de desservant entre 1810 et 1826, la paroisse étant sans presbytère (l'ancien ayant été acheté comme bien national par le notaire Hervé Savina, aussi maire de la commune) ; l'abbé Le Rest, nommé en 1826 parle de Telgruc comme d'une « terre de mission ».
Une épidémie de dysenterie sévit en 1826 à Saint-Nic, Telgruc et Argol. « La maladie a sévi surtout aux lieux les plus humides, et dans ceux qui étaient infectés par le voisinage du fumier et de débris végétaux en putréfaction. La maladie s'est développée à une époque où des pluies continuelles venaient de succéder à une température très chaude. Elle consistait en une dysenterie qui attaquait surtout les vieillards et les enfants ; elle se compliqua souvent chez ces derniers d'une rougeole de mauvaise nature. Elle fut grave, car dans un village sur une population de 120 individus, 23 périrent en un mois et en général ma mortalité fut, dans les deux derniers mois de la maladie, double de ce qu'elle avait été dans toute l'année qui avait précédé ».
A. Marteville et P. Varin, continuateurs d'Ogée, décrivent ainsi Telgruc en 1845 :

« Telgruc : commune formée par l'ancienne paroisse de ce nom ; aujourd'hui succurasale. (...) Principaux villages : Kerguinidic, Kerampran,  Kernon, Kerbriant, le Caon, Mengleuff, Lezuoc, Penhoat, Rostégoff, Porsbas. Superficie totale : 2 823 hectares, dont (...) terres labourables 843 ha, prés et pâtures 60 ha, bois 44 ha, vergers et jardins 35 ha, landes et incultes 1 739 ha (...). Moulins : 14 (à eau, de Rouvac'h, de Launay, du Yeun, de Kerrédan, de Péran, de Kernon, de Rosmadec, du Lez ; à vent, de Kergoalc'h, etc. Cette commune est traversée par la route de Quimper à Lanvaux [ Lanvéoc ]. Géologie : grès ; quelques points de granite amphibolique. On parle le breton. »

En 1861 et 1868, le conseil général du Finistère demande l'établissement d'un bureau de poste à Telgruc, demande encore renouvelée en 1872. En 1869, et à nouveau en 1874, le Conseil général du Finistère refuse la création, demandée par le Conseil municipal, de deux nouvelles foires annuelles à Telgruc, qui se seraient ajoutées aux deux foires qui existaient déjà. En 1878, le Conseil général vote une subvention pour permettre l'agrandissement de l'école des garçons de Telgruc, « devenue insuffisante ».
Les orphelins de l'Assistance publique étaient au XIXe siècle et dans les premières décennies du XXe siècle nombreux à être élevés dans les communes de Telgruc, Argol, Saint-Nic, etc.. « Les trois quarts des élèves [nourrissons et autres enfants] des hospices de Brest habitent cette presqu'île battue par les vents et plongée dans les brouillards » écrit l'inspecteur des Enfants assistés, qui constate une effrayante mortalité parmi ceux-ci, dans un rapport au Conseil général du Finistère concernant l'année 1870 et le premier semestre de 1871. Si Telgruc et les communes voisines pratiquaient ainsi « la culture de l'enfant assisté »,c'est parce qu'on y vivait si pauvrement que le prix de pension payé par l'Assistance publique, bien que très bas, semblait malgré tout avantageux pour les nourrices.
À la fin de septembre 1892, la chaloupe de pêche no 1723, du port de Douarnenez, chavira à cause d'une violente rafale en baie de Telgruc ; les sept naufragés, à bout de forces, furent recueillis par un autre bateau. Un éboulement survenu en novembre 1892 dans la carrière communale du bourg de Telgruc fit deux morts, deux ouvriers carriers.
Jules Hurcourt, un marin qui vécut par la suite à Porslous en Telgruc, participa au siège du Pé-Tang à Pékin en 1900.

#### LeXXesiècle

##### La Belle Époque

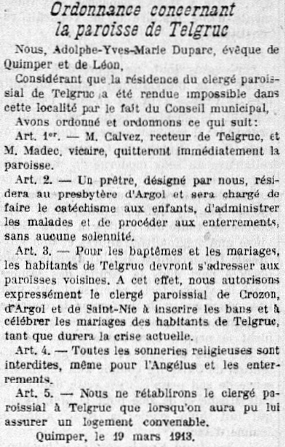
Ordonnance de l'évêque de Quimper et Léon concernant la paroisse de Telgruc en date du 19 mars 1913 (journal La Croix du 2 avril 1913).

Des manœuvres militaires étaient à cette époque fréquemment organisées à Telgruc où existait un champ de tir, fréquenté notamment par le 118e régiment d'infanterie de Morlaix. La marine de Brest procédait aussi fréquemment à des manœuvres (par exemple en 1896 et 1900) et à des exercices de débarquement, par exemple en juillet 1909 « une compagnie de marins [débarqua] à l'endroit désigné sous le nom de Caon, en dessous de la batterie de Telgruc. Ce lieu n'était surveillé que par un simple douanier ». La fréquence de ces manœuvres lassait quelque peu les habitants de Telgruc si l'on en croit Henri Bachelin qui écrit en 1927, mais en évoquant une manœuvre ayant eu lieu en 1899 : « Telgruc ne nous reçut avec aucune manifestation d'enthousiasme, le séjour annuel de la brigade sur son territoire étant un des battements du rythme de sa vie ».
En réponse à une enquête épiscopale organisée en 1902 par Mgr Dubillard, évêque de Quimper et de Léon en raison de la politique alors menée par le gouvernement d'Émile Combes contre l'utilisation du breton par les membres du clergé, le recteur de Telgruc écrit : « Les enfants de la campagne ne commencent à fréquenter les écoles qu'à l'âge de 9 - 10 ans, et encore, ils manquent souvent aux classes, surtout en hiver ».
Le 15 février 1907, seul le capitaine du brick-goélette Euterpe, un bateau de Dunkerque se rendant à Nantes chargé de kaolin, naufragé dans la baie de Douarnenez, parvint à gagner la côte et fut recueilli dans un piteux état par des paysans de Telgruc ; le reste de l'équipage disparut en mer.
Le 19 mars 1913, Mgr Duparc, évêque de Quimper et de Léon, jette l'interdit sur la paroisse de Telgruc en raison de la non restitution du presbytère qui avait été vendu comme bien national pendant la Révolution française :

« Considérant que la résidence du clergé paroissial de Telgruc a été rendu impossible dans cette localité du fait du Conseil municipal, avons ordonné et ordonnons ce qui suit : (...) M. Calvez, recteur de Telgruc, et M. Madec, vicaire, quitteront immédiatement la paroisse. (...) Un prêtre, désigné par nous, résidera au presbytère d'Argol et sera chargé de faire le catéchisme aux enfants, d'administrer les malades et de procéder aux enterrements sans aucune solennité. (..) Pour les baptêmes et les mariages, les habitants de Telgruc devront s'adresser aux paroisses voisines (...). Toutes les sonneries religieuses sont interdites, même pour l'Angélus et les enterrements. (...). Nous ne rétablirons le clergé paroissial à Telgruc que lorsqu'on aura pu lui assurer un logement convenable. »

Ce n'est que le 22 octobre 1916 que le journal La Croix indique que Mgr Duparc a nommé un nouveau recteur, « le Conseil municipal de Telgruc ayant donné satisfaction à Mgr l'Évêque et souscrit aux conditions exigées par sa Grandeur pour le rétablissement du culte public (...) dans cette paroisse ».

##### La Première Guerre mondiale
Le monument aux morts de Telgruc-sur-Mer porte les noms de 93 soldats et marins morts pour la France pendant la Première Guerre mondiale ; parmi eux, 6 au moins sont morts en Belgique, deux au moins (François Bescond et Guillaume Kerinec) en Serbie dans le cadre de l'expédition de Salonique ; Jean Gourmelen, quartier-maître infirmier, est mort en septembre 1918 à Alger, victime probablement de la grippe espagnole ; Louis Boussard est mort noyé accidentellement au Viet-Nam en 1915 ; deux au moins sont des marins morts en mer (Corentin Le Mével lors du naufrage du cuirassé Suffren ; Joseph Mével est inhumé à Baltimore) ; la plupart des autres sont décédés sur le sol français.
À la fin du mois d'août 1917, deux chaloupes de pêche, la Petite-Bretonne et la Saint-Joseph, se brisèrent lors d'une tempête à la pointe de Telgruc

##### L'entre-deux-guerres
Le monument aux morts de Telgruc-sur-Mer fut inauguré le 13 septembre 1920.
Telgruc fut desservie par une gare, ouverte en 1923, située au nord du bourg sur la ligne ferroviaire à voie métrique allant de Châteaulin à Camaret-sur-Mer. Cette ligne ferma en 1967.

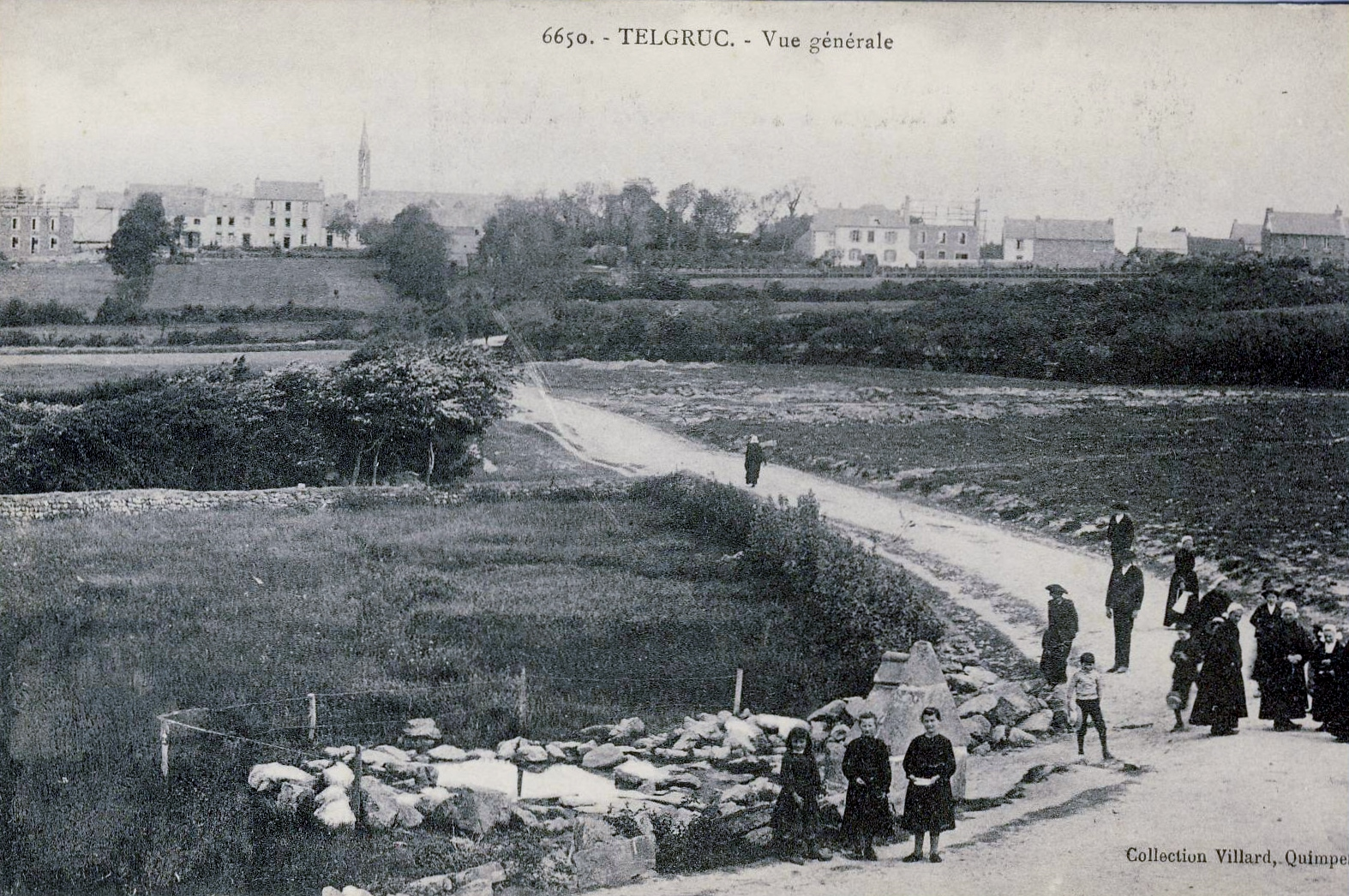
Telgruc vers 1925 : vue générale (carte postale Villard).
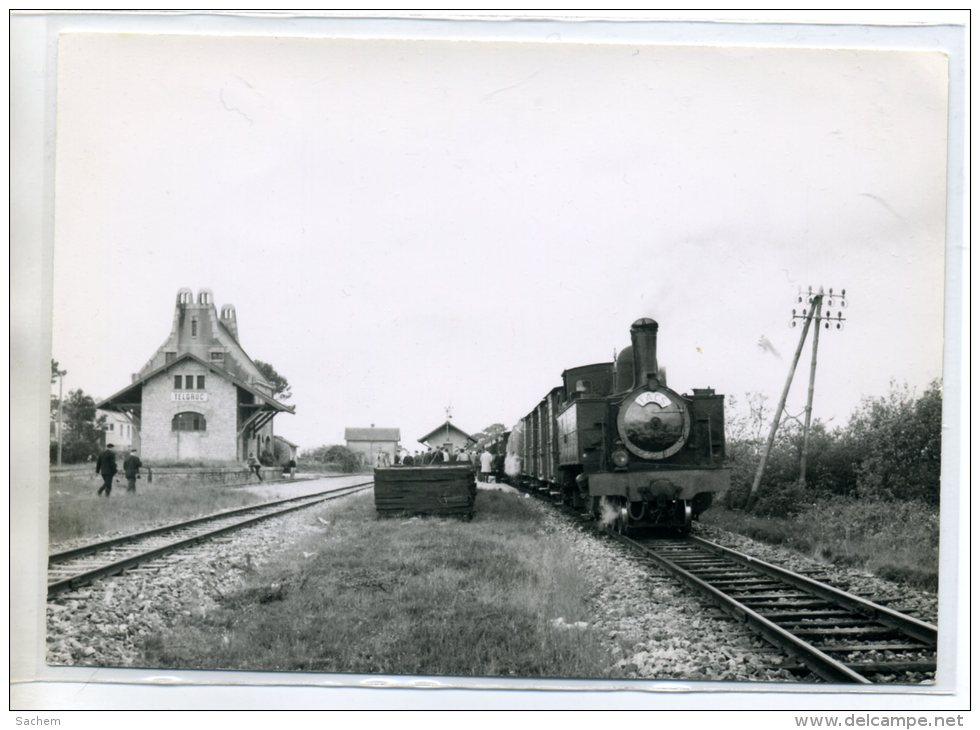
La gare de Telgruc (en 1948).
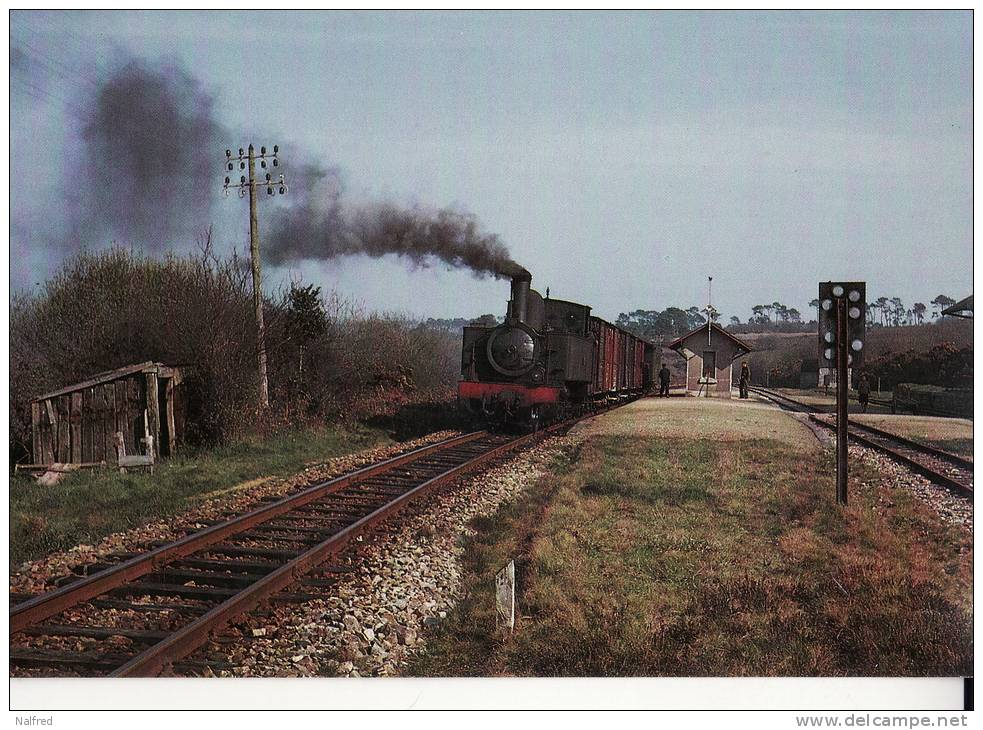
Train en gare de Telgruc.
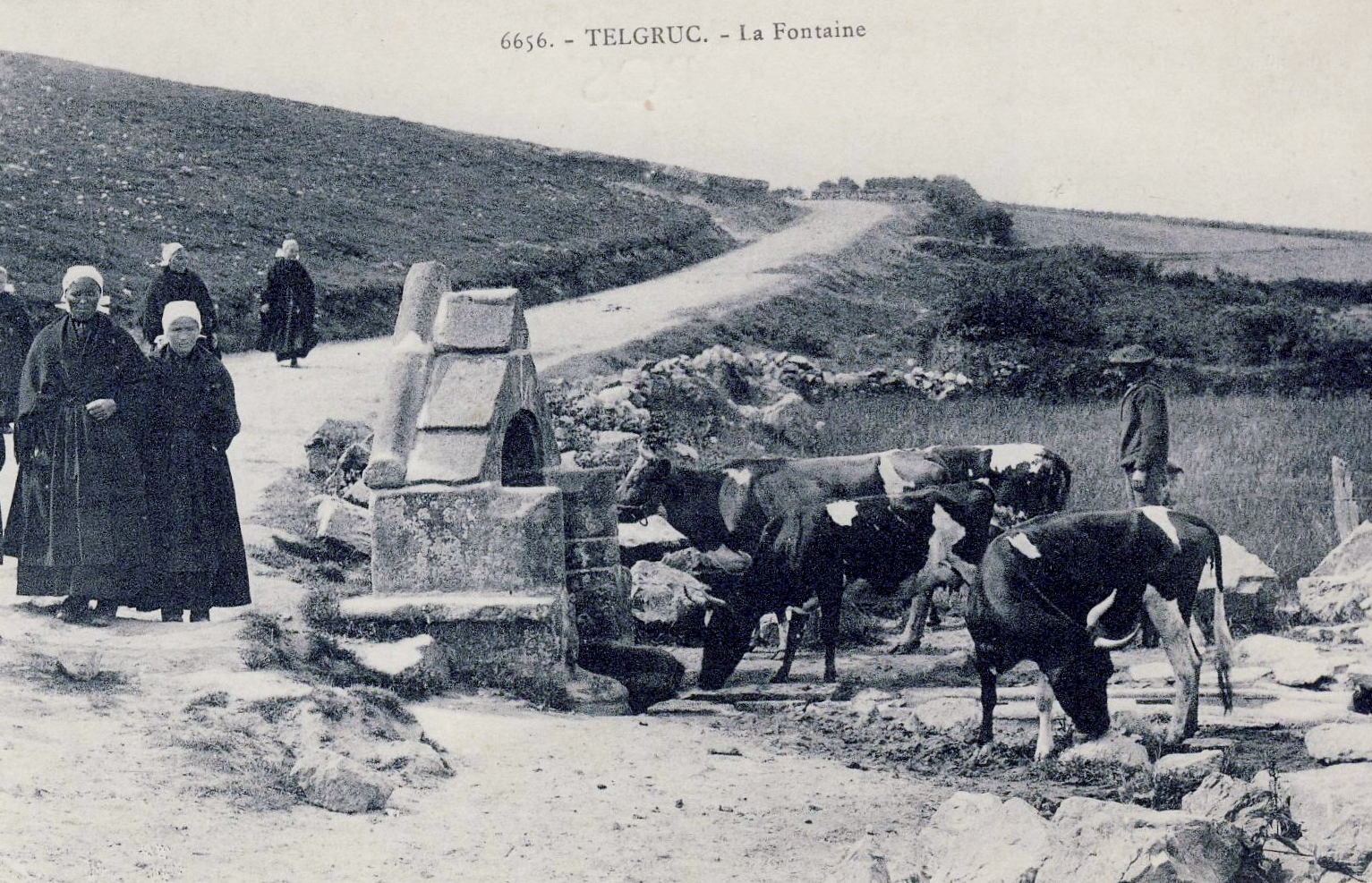
Fontaine à Telgruc vers 1925 (carte postale Villard).

En novembre 1929, la pinasse Allez en Paix, de Tréboul, partie à la dérive en raison d'une tempête sans homme à bord, se brisa sur des rochers de Telgruc.
Le tourisme commence à se développer ; un camping existait déjà à Ménez Luz en 1935, propriété de Francis Ruellan ; en 1936, une des quatre auberges de jeunesse existantes dans le Finistère se trouvait à Telgruc-sur-Mer ; en 1938, un journaliste évoque Telgruc, « une de ces plages charmantes et méconnues de la Bretagne, un trou que quelques Parisiens ont quand même découvert pour s'y ébattre à l'aise ». Telgruc possédait alors un hôtel réputé, ouvert en 1927 et agrandi en 1933, l'« Hôtel du roi d'Ys », propriété de Maurice Charbonnier, situé en bordure de la plage de Trez Bellec en son milieu, qui fut détruit par les Allemands en 1942.
48 réfugiés républicains espagnols furent hébergés à l'auberge de jeunesse de Telgruc à partir de 1939.

##### La Seconde Guerre mondiale
En raison de l'approche des troupes alliées qui commencent à investir la presqu'île de Crozon, le lundi 21 août 1944, conformément aux accords humanitaires, les Allemands font évacuer la commune aux civils, mais de nombreux Telgruciens décidèrent de rester sur place.
Le 1er septembre 1944 vers 17 h, des résistants firent leur entrée dans Telgruc, suivis peu de temps après par des soldats américains ; deux jours plus tard, de nombreux chars américains occupaient le bourg, la plage de Trez Bellec et les hauteurs de Ménez Caon.
Alors que la commune venait d'être libérée, Telgruc fut victime le 3 septembre 1944 d'un bombardement effectué par erreur par l'aviation américaine alliée, les aviateurs croyant le bourg encore occupé par les Allemands ; des Mosquitos (forteresses volantes américaines) bombardèrent à deux reprises Telgruc où, en dehors de la population civile, il n'y avait que des soldats américains et des combattants FFI. Le bourg fut complètement rasé, n'étant plus qu'un champ de ruines d'où n'émergeaient que le clocher et quelques pans de mur. Ce bombardement fit 108 morts : 60 soldats américains, 28 résistants FFI (parmi eux, par exemple, Marie Rose Le Bloch, infirmière, résistante tuée avec ses camarades dans une ambulance des postes de secours avancés du bataillon FFI de Quimper) et 33 habitants de Telgruc, et des dizaines de blessés ; il détruisit aussi l'église paroissiale qui datait du XVIe siècle. Parmi les résistants victimes du bombardement, Yves Benoît, qui participait aux combats dans la presqu'île de Crozon. Le colonel Éon, chef de la mission Aloès, qui avait été parachuté dans la nuit du 4 au 5 août 1944 dans les Côtes-du-Nord, qui commandait les FFI, protesta vivement auprès du général Middleton.
Jacques Armengol, un vétéran du 17e US Cavalry Squadron qui fut sous les bombes et fit partie de la délégation américaine lors de la commémoration en 1994 du 50e anniversaire du bombardement parle d'« un épisode douloureux et lamentable, d'autant plus que nous avions libéré votre petite ville sans un coup de feu » et poursuit : « À qui la faute ? Méprise ? Manque de transmission ? Informations erronées ? Les explications données après coup ne sont guère convaincantes ». Les raisons de cette tragédie demeurent inexpliquées.
La population de la ville marocaine de Sidi Yahia du Gharb a aidé à reconstruire le bourg et, en remerciement, une stèle représentant l'église de Telgruc-sur-Mer et la mosquée de Sidi Yahia est érigée à l'angle du mur du cimetière sur la place du 19-Mars-1962.
Le 11 novembre 1948, la Croix de guerre fut attribuée à la commune de Telgruc-sur-Mer.

##### L'après Seconde Guerre mondiale
L'église paroissiale Saint-Magloire, restaurée, fut consacrée et rendue au culte le 20 mai 1951. Son clocher fut restauré en 1959.
Marie-Anne Moreau fit construire dans la décennie 1950 un hôtel-restaurant-bar qui reprit le nom "Le Roi d'Ys".
En 1974, un projet de création d'une ZAC concernant des terrains situés en arrière de la partie nord de la plage de Trez Bellec suscita de fortes réactions de la part des opposants et provoquèrent l'abandon du projet de complexe touristique à cet endroit.

## Politique et administration

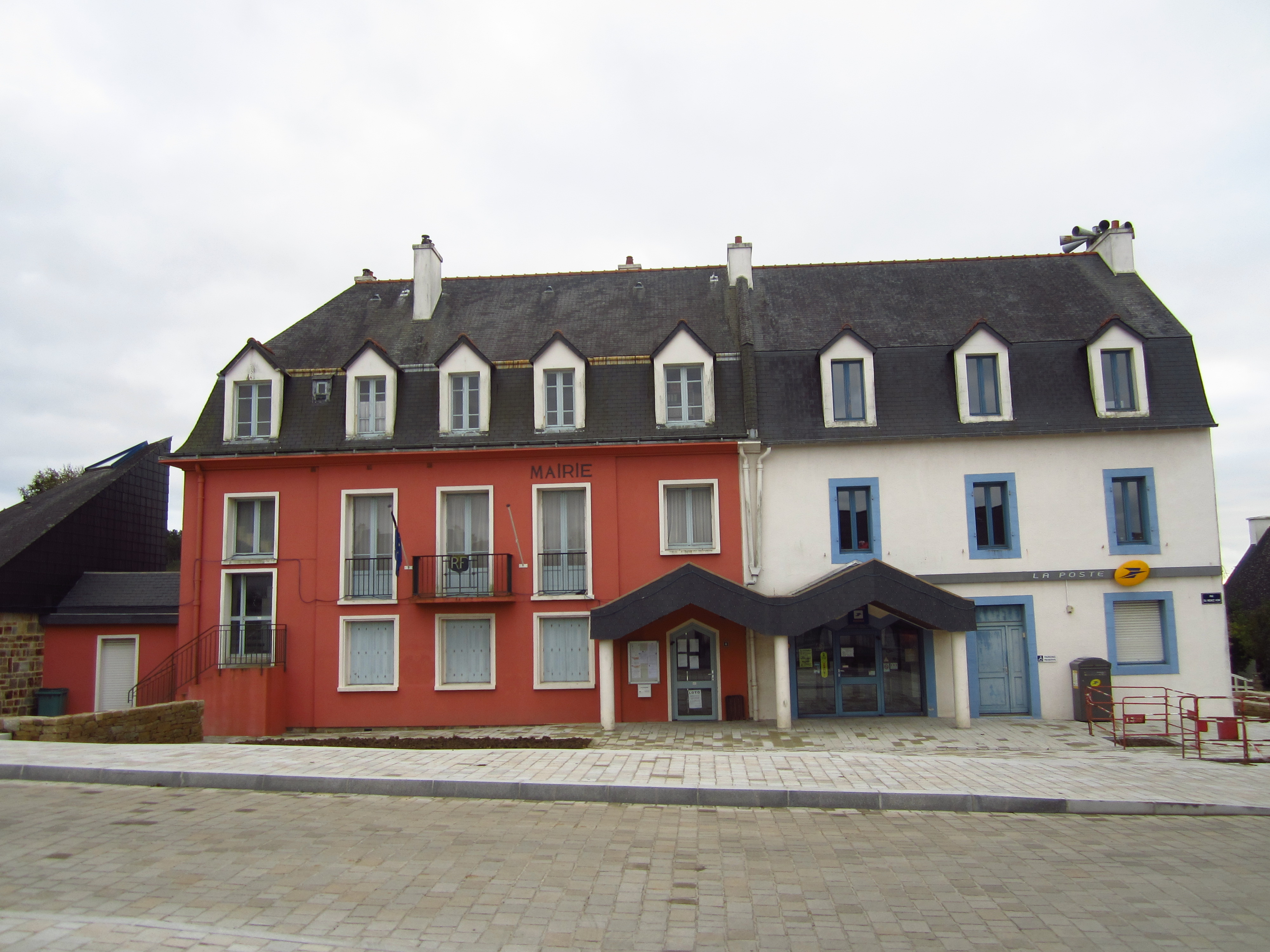
La mairie de Telgruc-sur-Mer.

### Rattachements administratifs et électoraux

#### Rattachements administratifs
La commune se trouve dans l'arrondissement de Châteaulin du département du Finistère.
Elle faisait partie depuis 1801 du canton de Crozon. Dans le cadre du redécoupage cantonal de 2014 en France, cette circonscription administrative territoriale a disparu, et le canton n'est plus qu'une circonscription électorale.

#### Rattachements électoraux
Pour les élections départementales, la commune fait partie depuis 2014 d'un nouveau canton de Crozon porté de 7 à 18communes.
Pour l'élection des députés, elle fait partie de la sixième circonscription du Finistère.

### Intercommunalité
Telgruc-sur-Mer était membre de la communauté de communes de la presqu'île de Crozon, un établissement public de coopération intercommunale (EPCI) à fiscalité propre créé en 1994 et auquel la commune avait transféré un certain nombre de ses compétences, dans les conditions déterminées par le code général des collectivités territoriales.
Dans le cadre des dispositions de la loi portant nouvelle organisation territoriale de la République du 7 août 2015, qui prévoit que les établissements publics de coopération intercommunale (EPCI) à fiscalité propre doivent avoir un minimum de 15 000 habitants, cette intercommunalité a fusionné avec sa voisine pour former, le 1er janvier 2017, la communauté de communes Presqu'île de Crozon-Aulne maritime, dont est désormais membre la commune.

## Démographie
L'évolution du nombre d'habitants est connue à travers les recensements de la population effectués dans la commune depuis 1793. Pour les communes de moins de 10 000 habitants, une enquête de recensement portant sur toute la population est réalisée tous les cinq ans, les populations de référence des années intermédiaires étant quant à elles estimées par interpolation ou extrapolation. Pour la commune, le premier recensement exhaustif entrant dans le cadre du nouveau dispositif a été réalisé en 2007.

En 2022, la commune comptait 2 145 habitants, en évolution de +1,9 % par rapport à 2016 (Finistère : +2,16 %, France hors Mayotte : +2,11 %).
| 1793  | 1800  | 1806  | 1821  | 1831  | 1836  | 1841  | 1846  | 1851  |
| ----- | ----- | ----- | ----- | ----- | ----- | ----- | ----- | ----- |
| 1 600 | 1 289 | 1 336 | 1 481 | 1 578 | 1 811 | 2 097 | 2 163 | 2 284 |

| 1856  | 1861  | 1866  | 1872  | 1876  | 1881  | 1886  | 1891  | 1896  |
| ----- | ----- | ----- | ----- | ----- | ----- | ----- | ----- | ----- |
| 2 323 | 2 354 | 2 440 | 2 216 | 2 249 | 2 206 | 2 180 | 2 158 | 2 138 |

| 1901  | 1906  | 1911  | 1921  | 1926  | 1931  | 1936  | 1946  | 1954  |
| ----- | ----- | ----- | ----- | ----- | ----- | ----- | ----- | ----- |
| 2 188 | 2 194 | 2 188 | 2 076 | 2 022 | 2 080 | 1 961 | 1 894 | 1 854 |

| 1962  | 1968  | 1975  | 1982  | 1990  | 1999  | 2006  | 2007  | 2012  |
| ----- | ----- | ----- | ----- | ----- | ----- | ----- | ----- | ----- |
| 1 875 | 1 901 | 1 873 | 1 838 | 1 811 | 1 822 | 1 979 | 2 002 | 2 101 |

| 2017  | 2022  | - | - | - | - | - | - | - |
| ----- | ----- | - | - | - | - | - | - | - |
| 2 085 | 2 145 | - | - | - | - | - | - | - |

## Culture locale et patrimoine

### Lieux et monuments

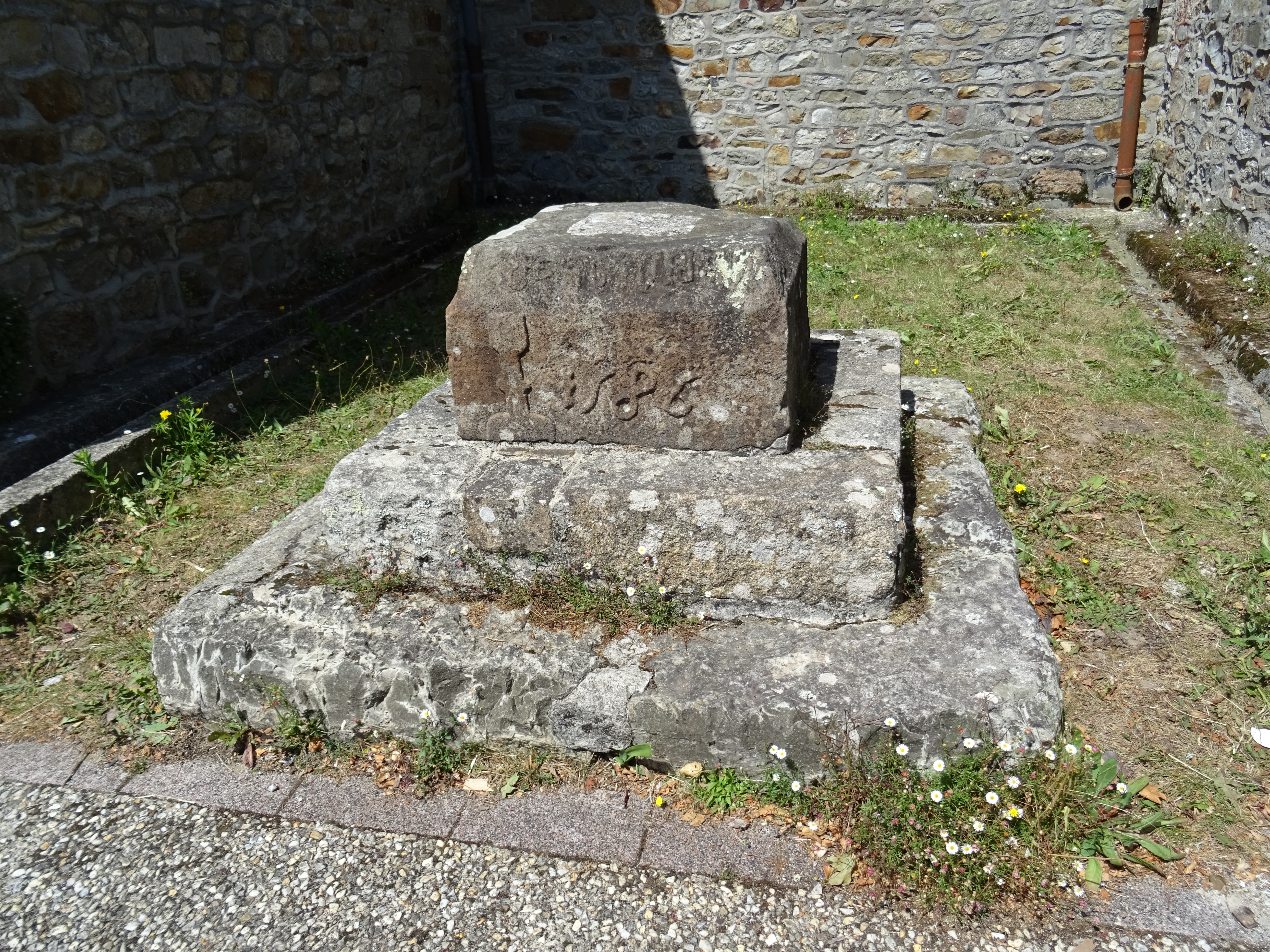
Pierre de l'ancienne église Saint-Magloire détruite en 1944 et portant la date de 1586.

- L'église Saint-Magloire, dédiée à saint Magloire, fait l'objet d'une inscription au titre des monuments historiques depuis le 29 mai 1947[104].
Construite entre 1576 et 1585 avec des pierres ramenées de Locronan, elle fut partiellement détruite lors du bombardement meurtrier des alliés en 1944.
À voir :
  - l'arc de triomphe avec les statues de saint Magloire et de saint Guénolé (XVIIe siècle) ;
  - le clocher du XVIe siècle, qui fut préservé.
  - le maître-autel du XVIIe siècle et quelques statues polychromes, qui ont été préservés lors du bombardement[105].

L'église Saint-Magloire
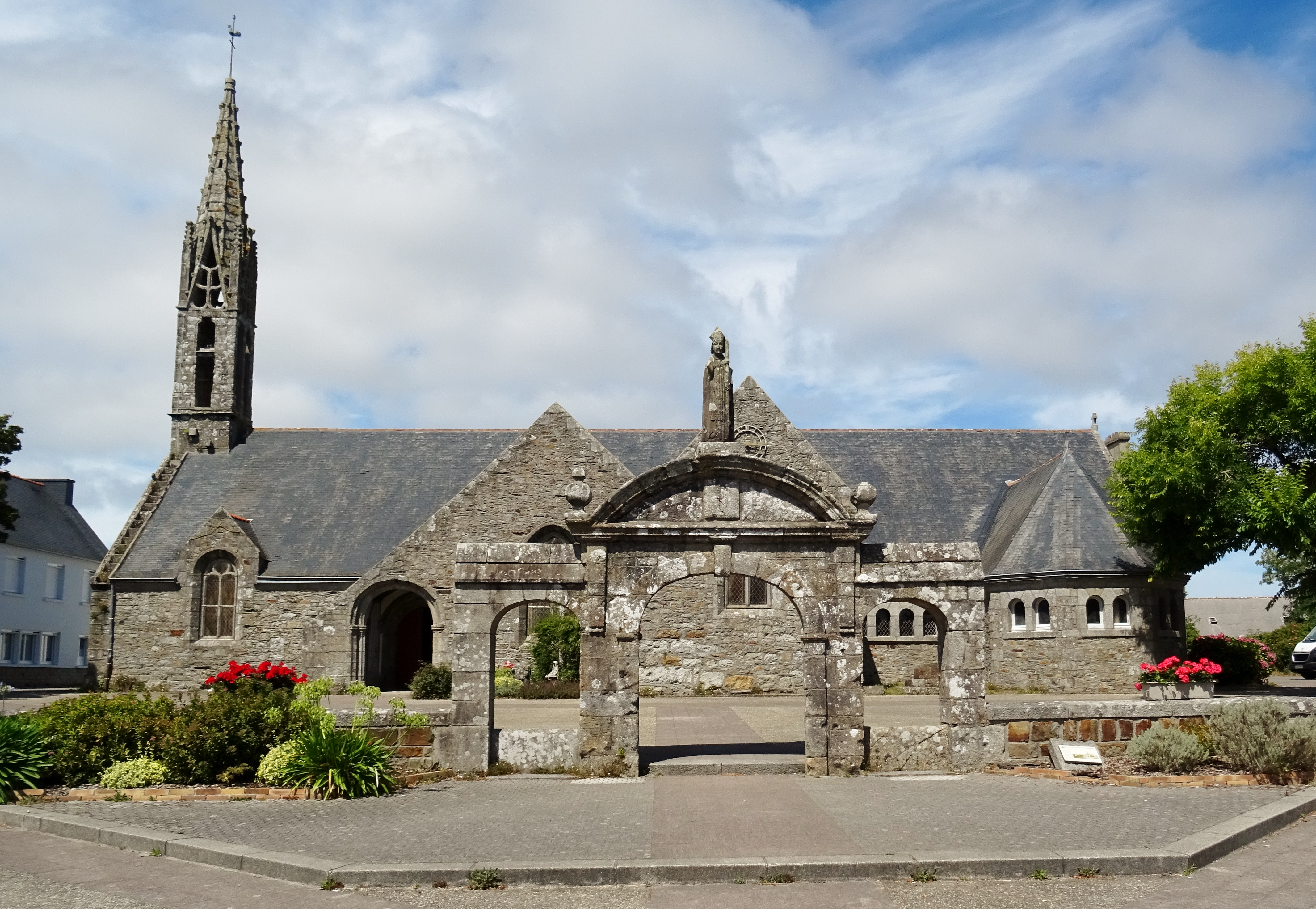
Vue générale.
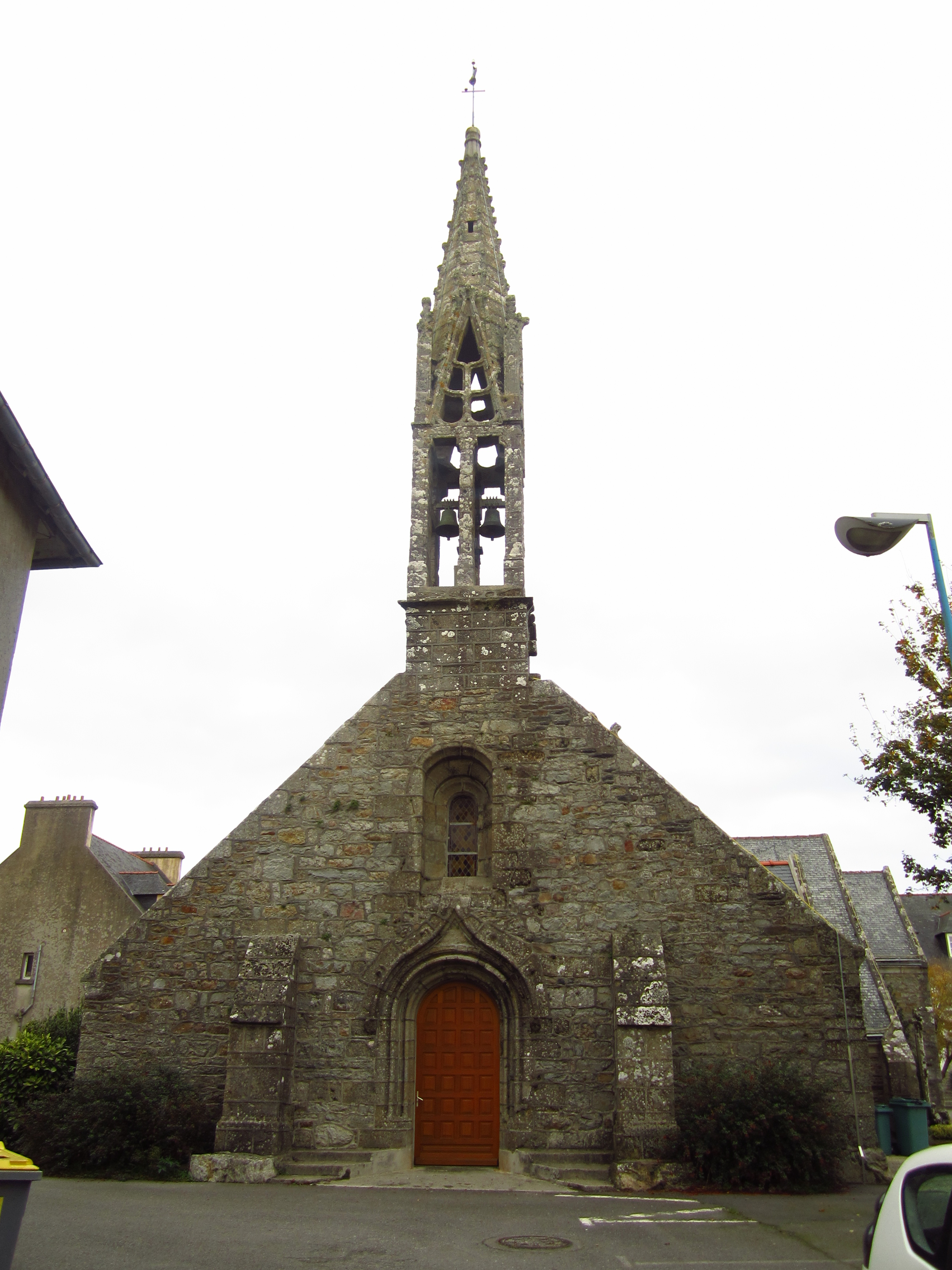
Façade et clocher.
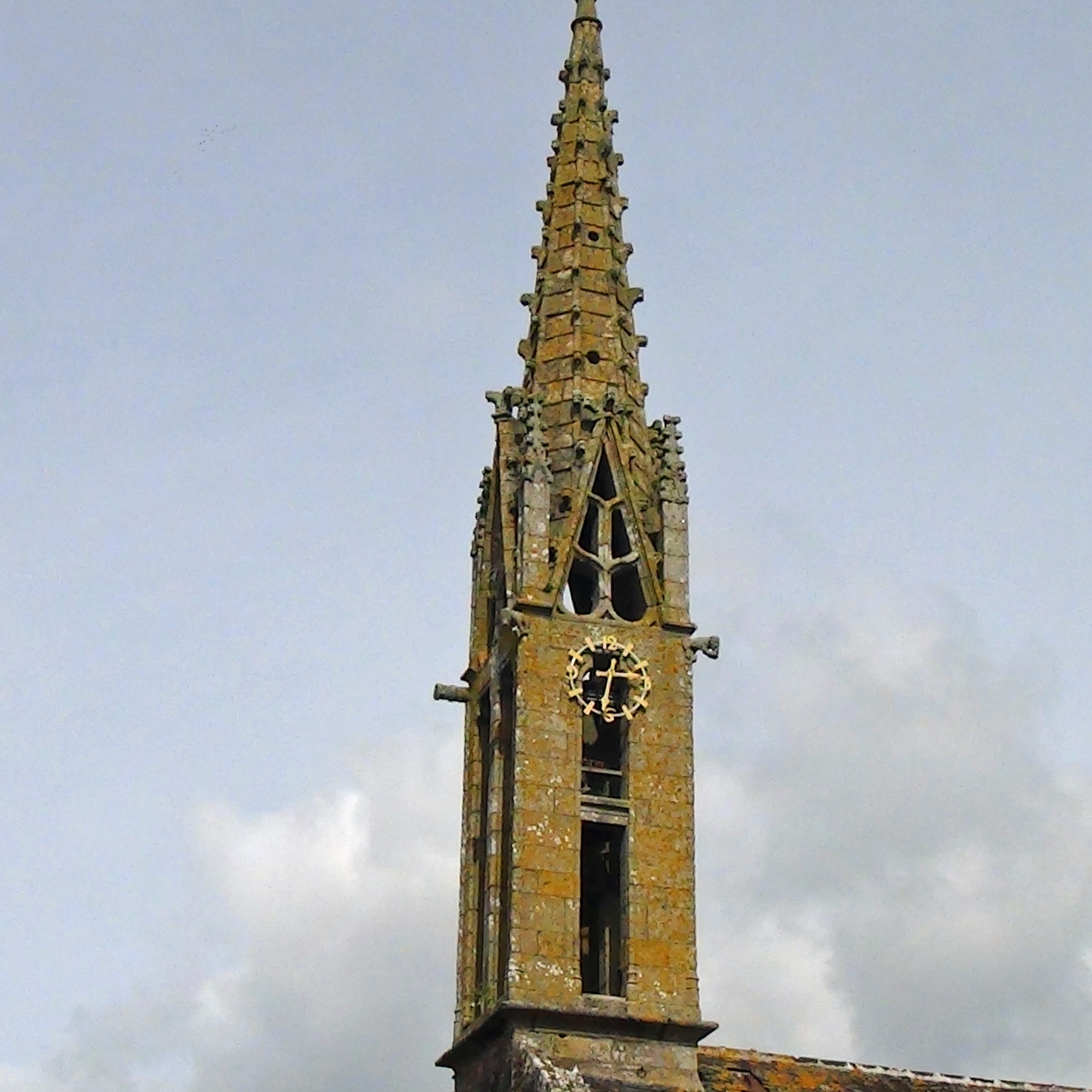
Le clocher
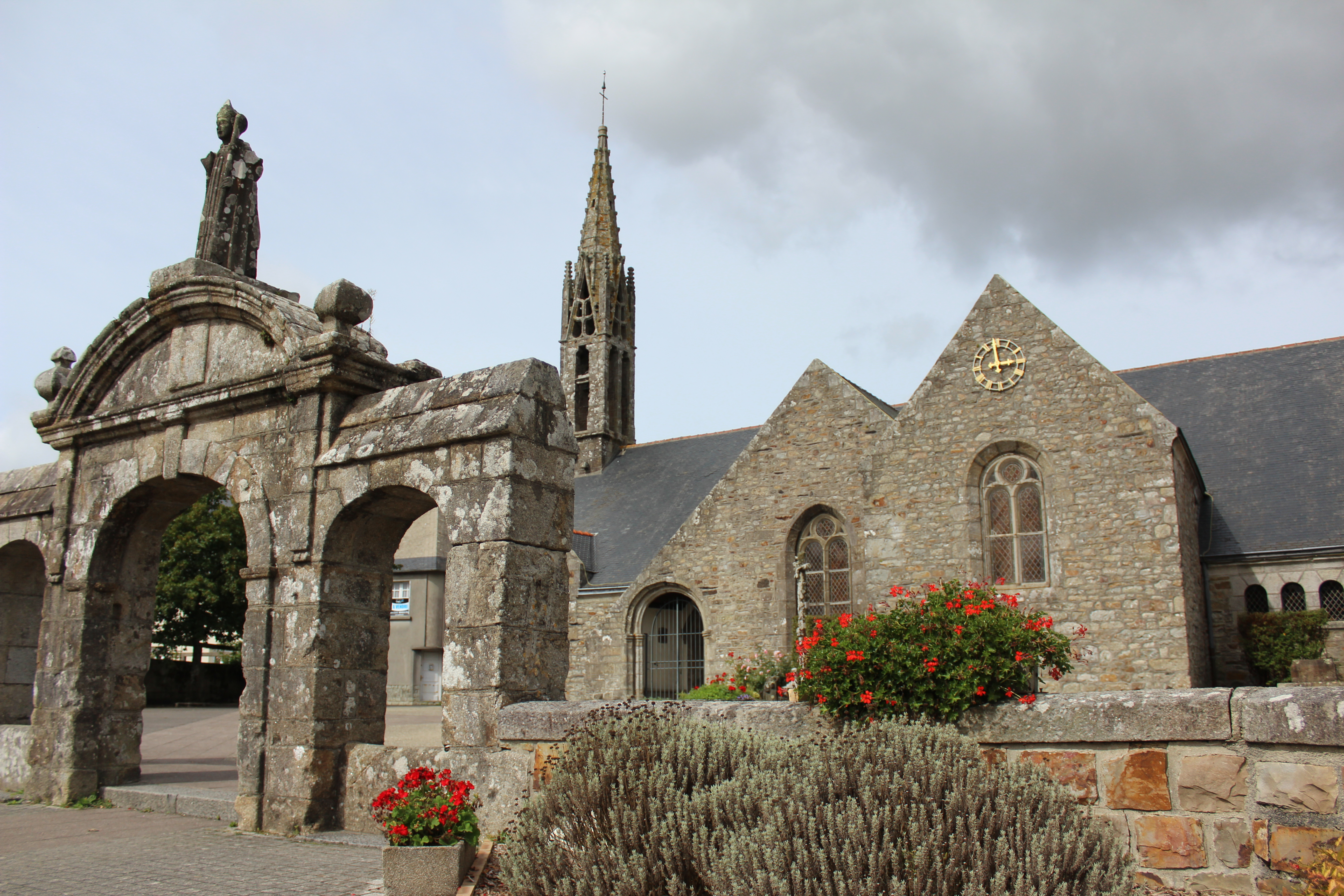
L'arc de triomphe et façade sud.
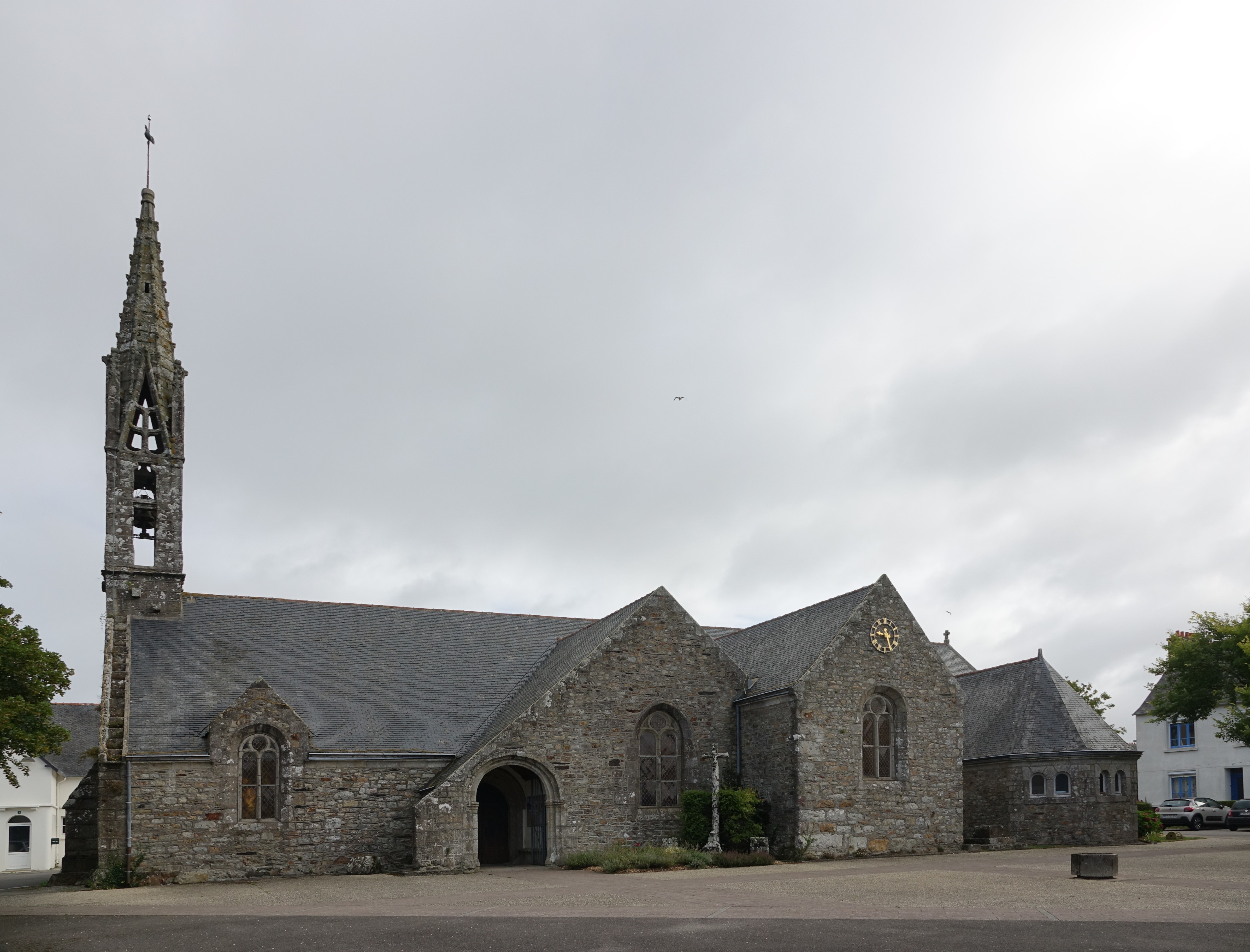
Vue de côté.
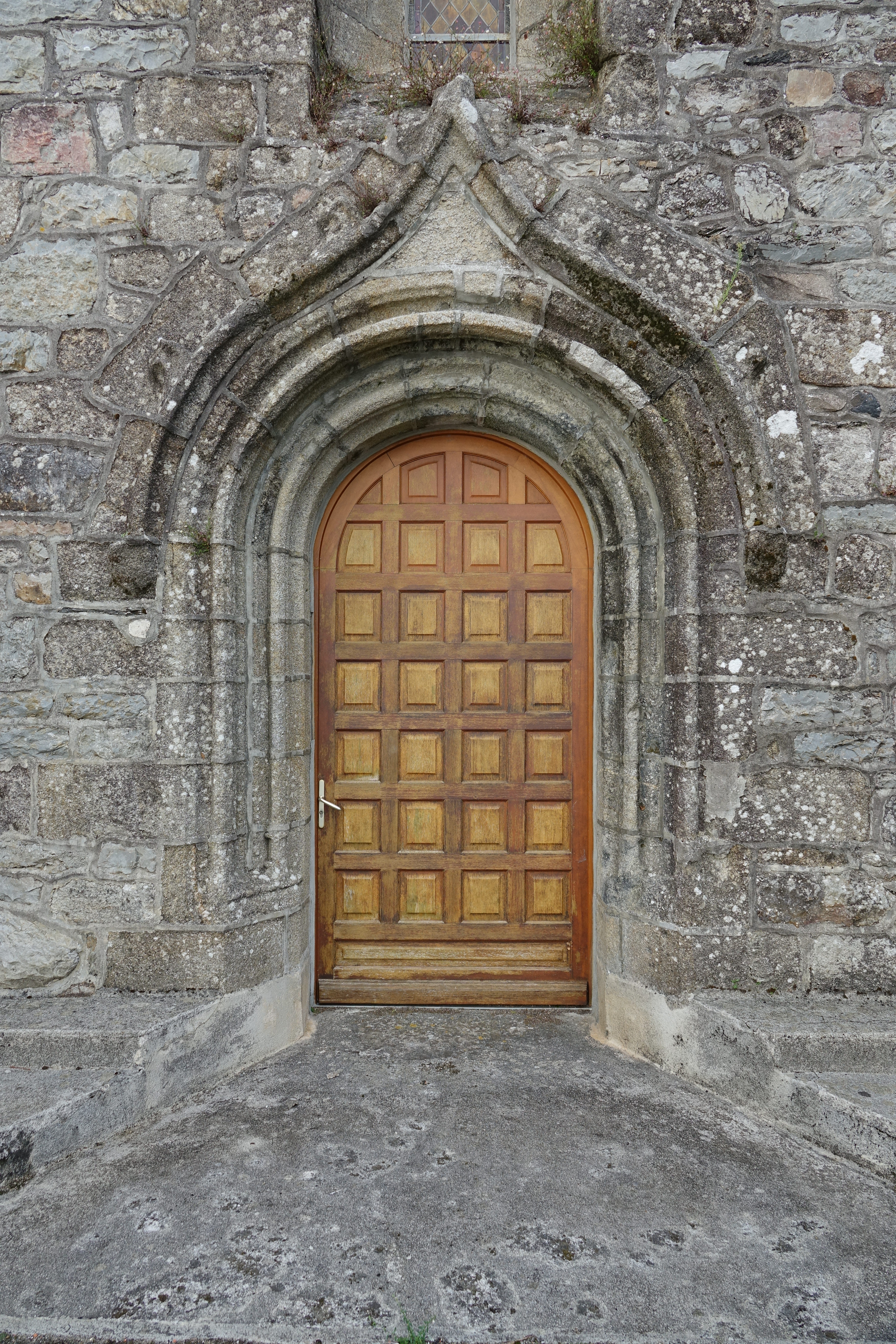
Portail.
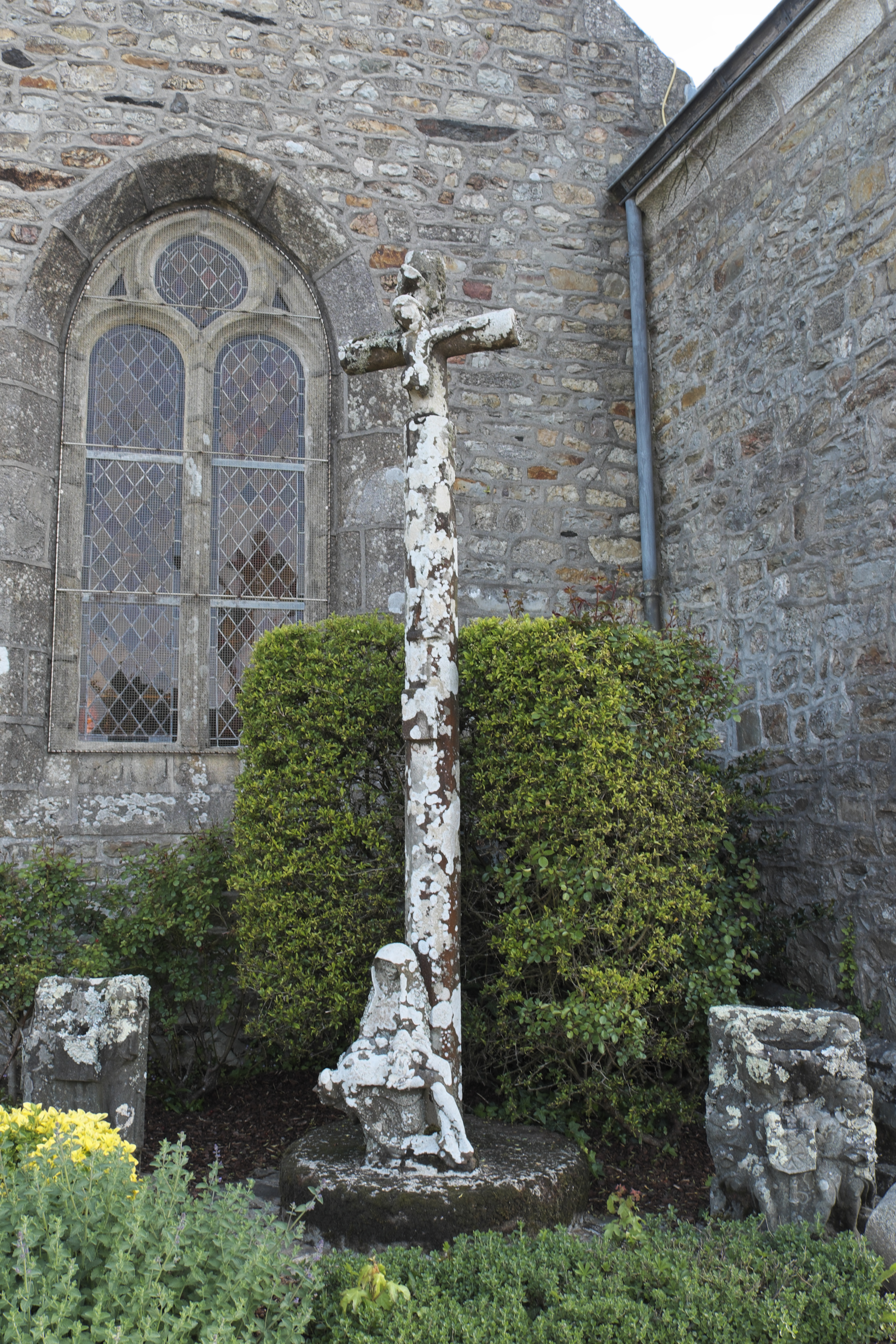
Croix à l'extérieur.
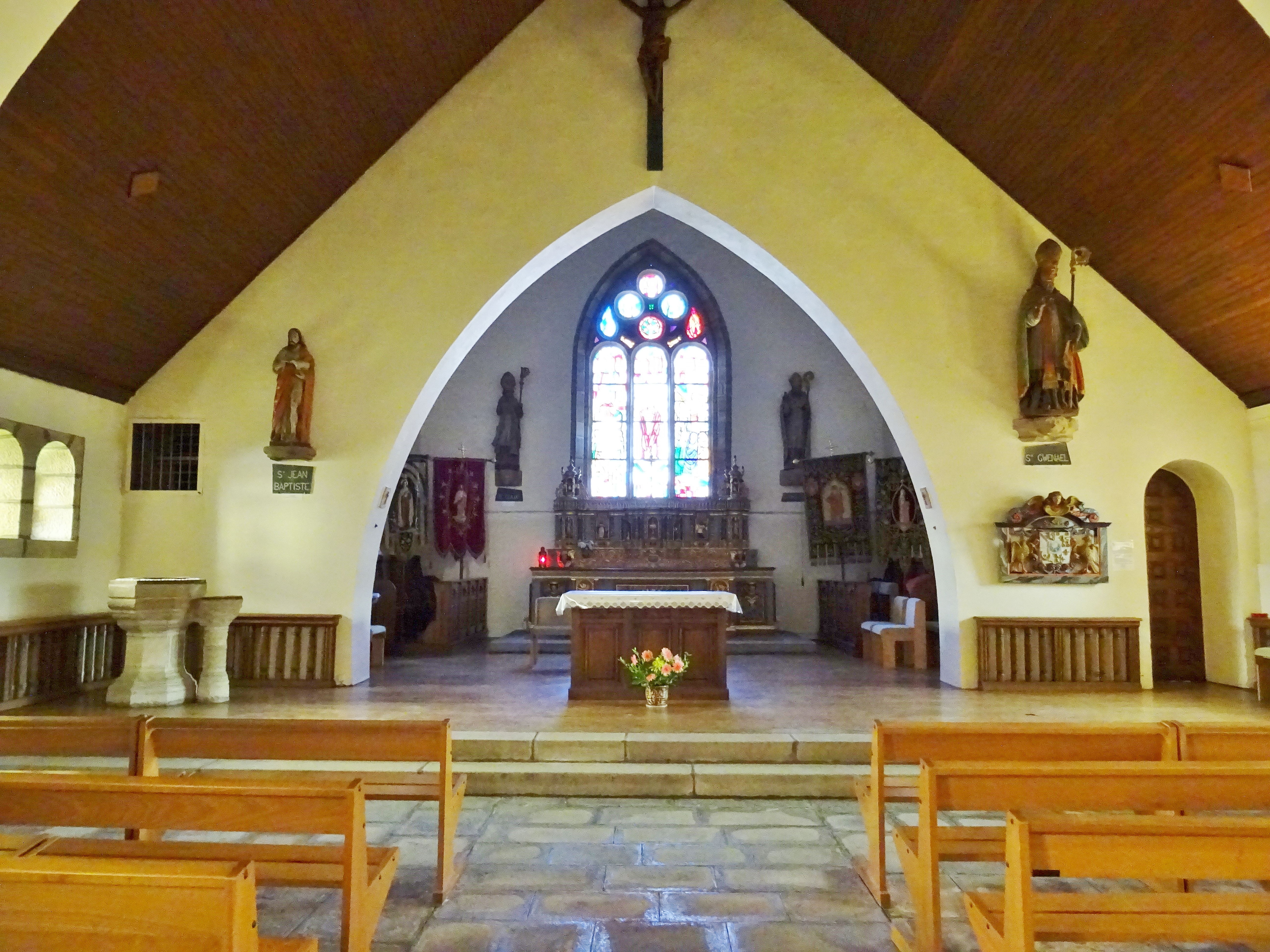
Chœur de l'église Saint-Magloire.
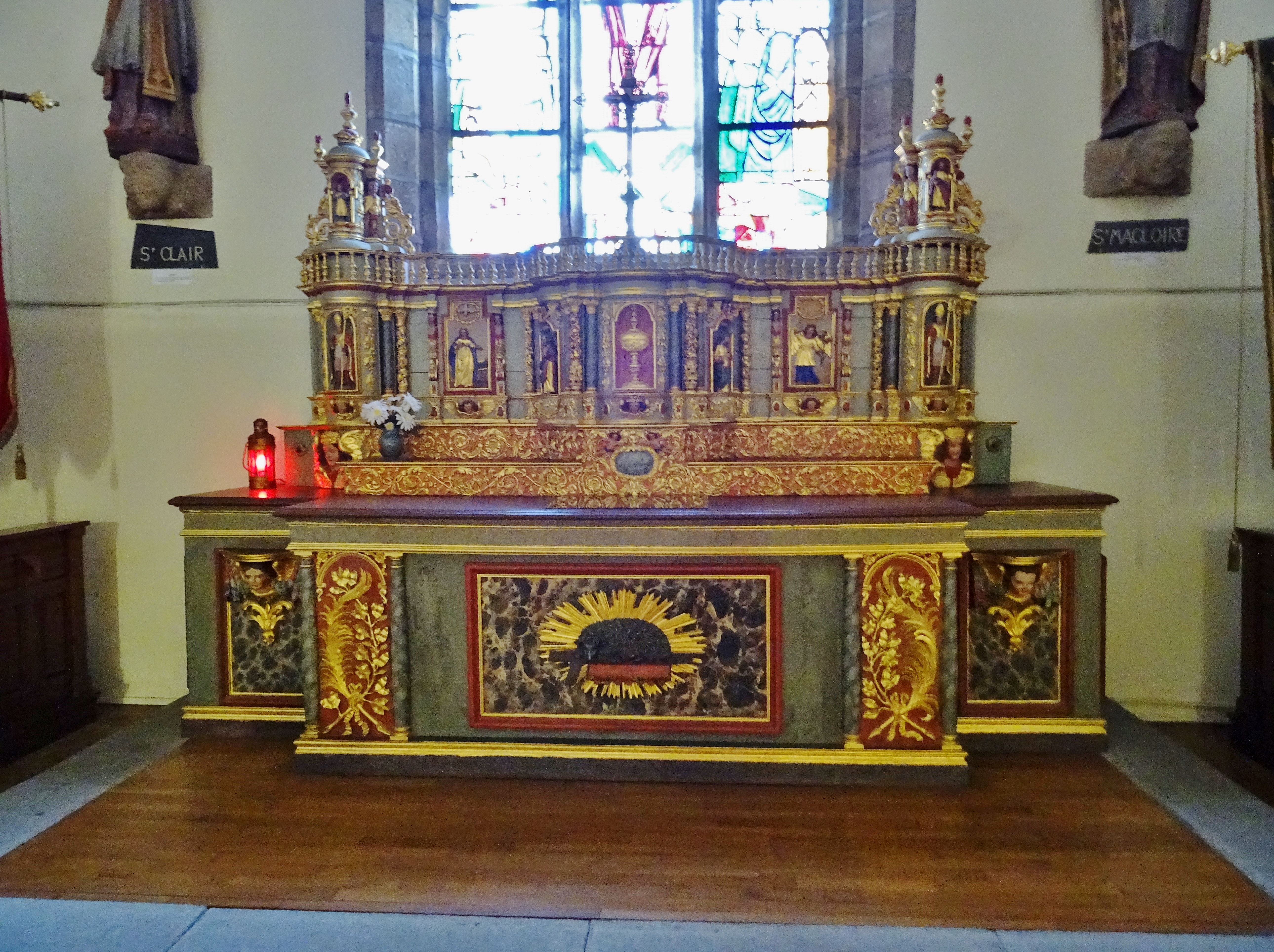
Église Saint-Magloire : le maître-autel.
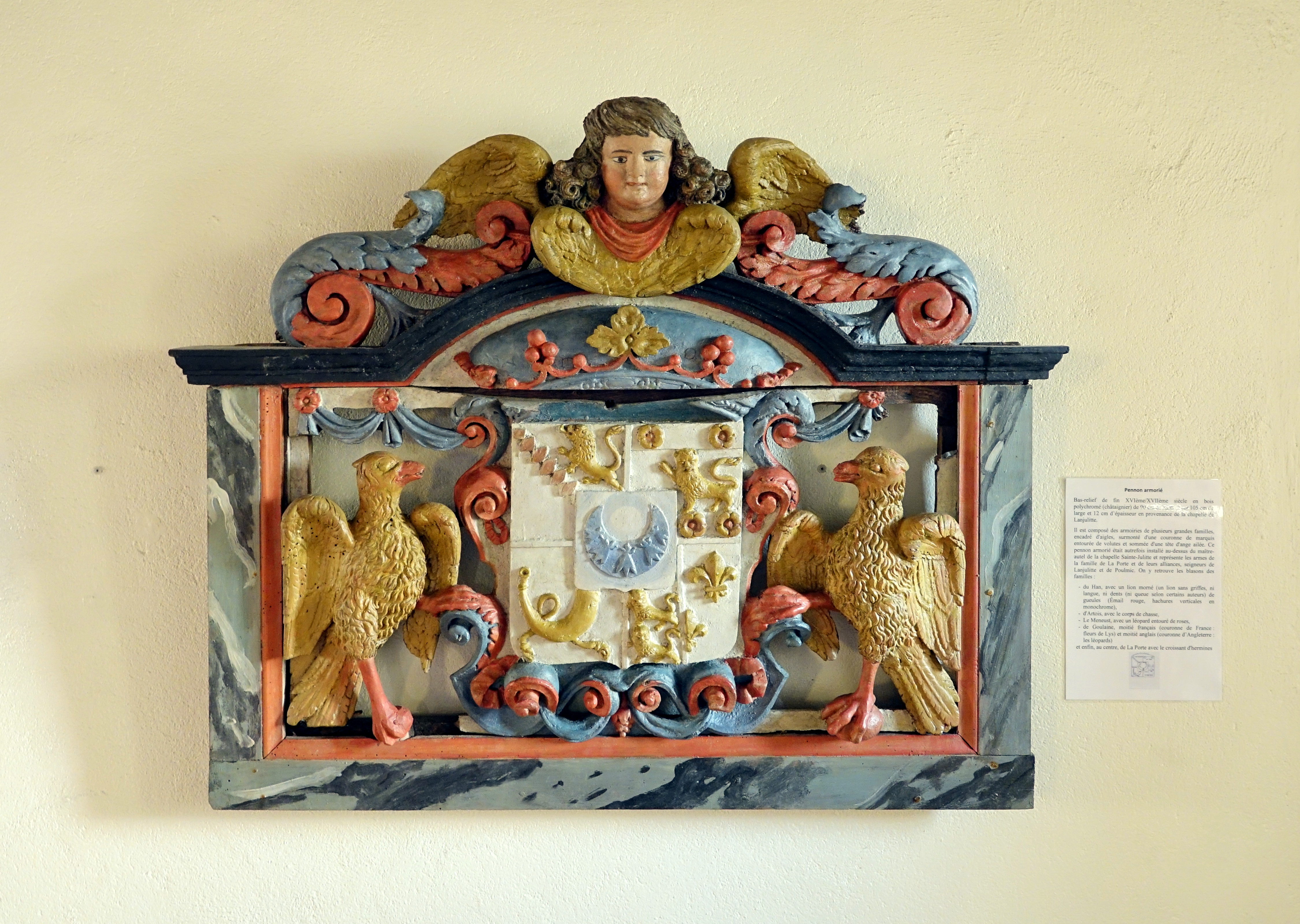
Pennon armorié (fin XVIe, début XVIIe siècle).
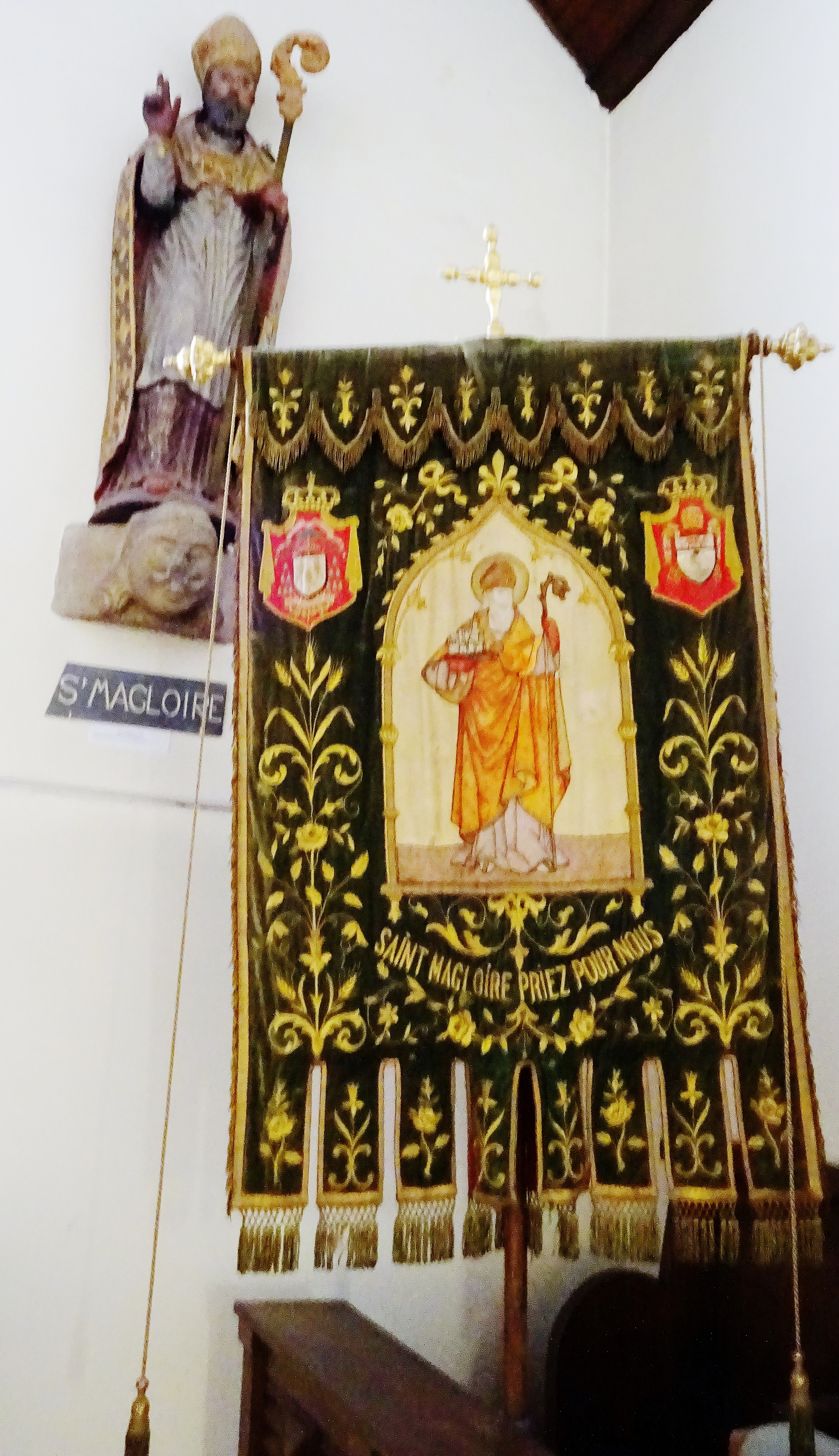
Église Saint-Magloire : statue et bannière de procession de saint Magloire.

- La chapelle ruinée de Lanjulitte[106], dédiée à sainte Julitte, a été construite en 1677[107]. Elle a cessé d'être utilisée comme lieu de culte en 1955[108].

La chapelle de Lanjulitte
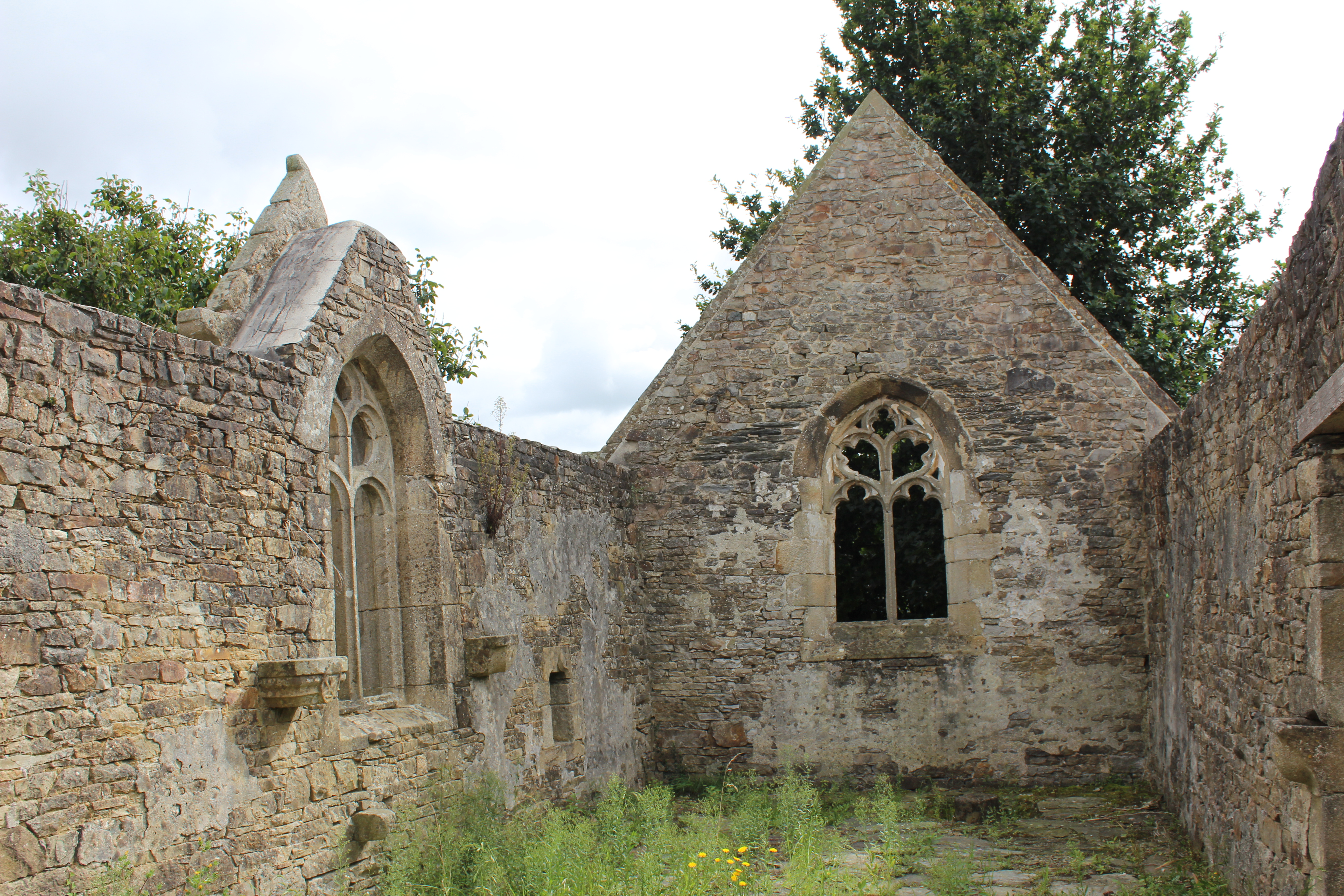
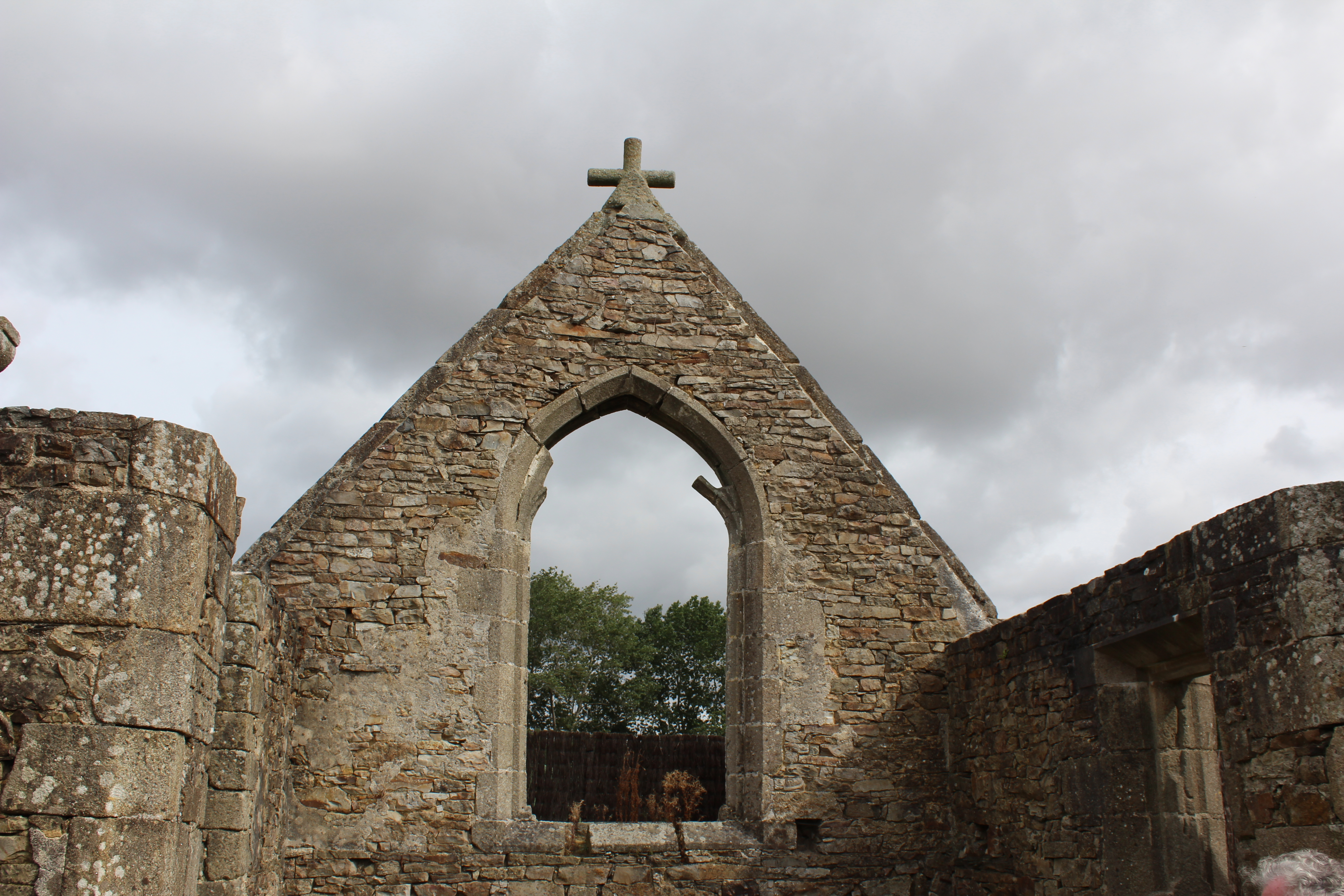
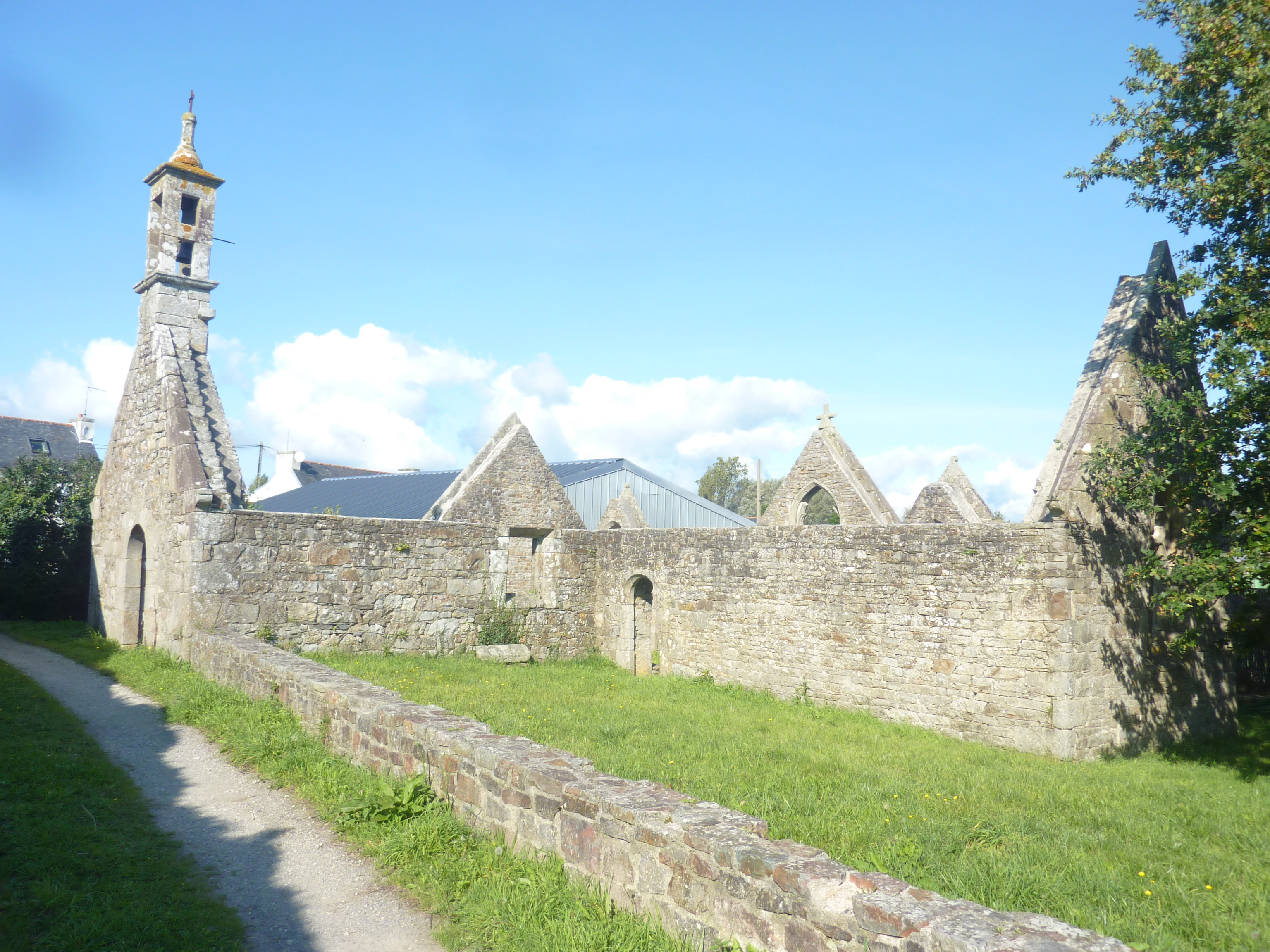
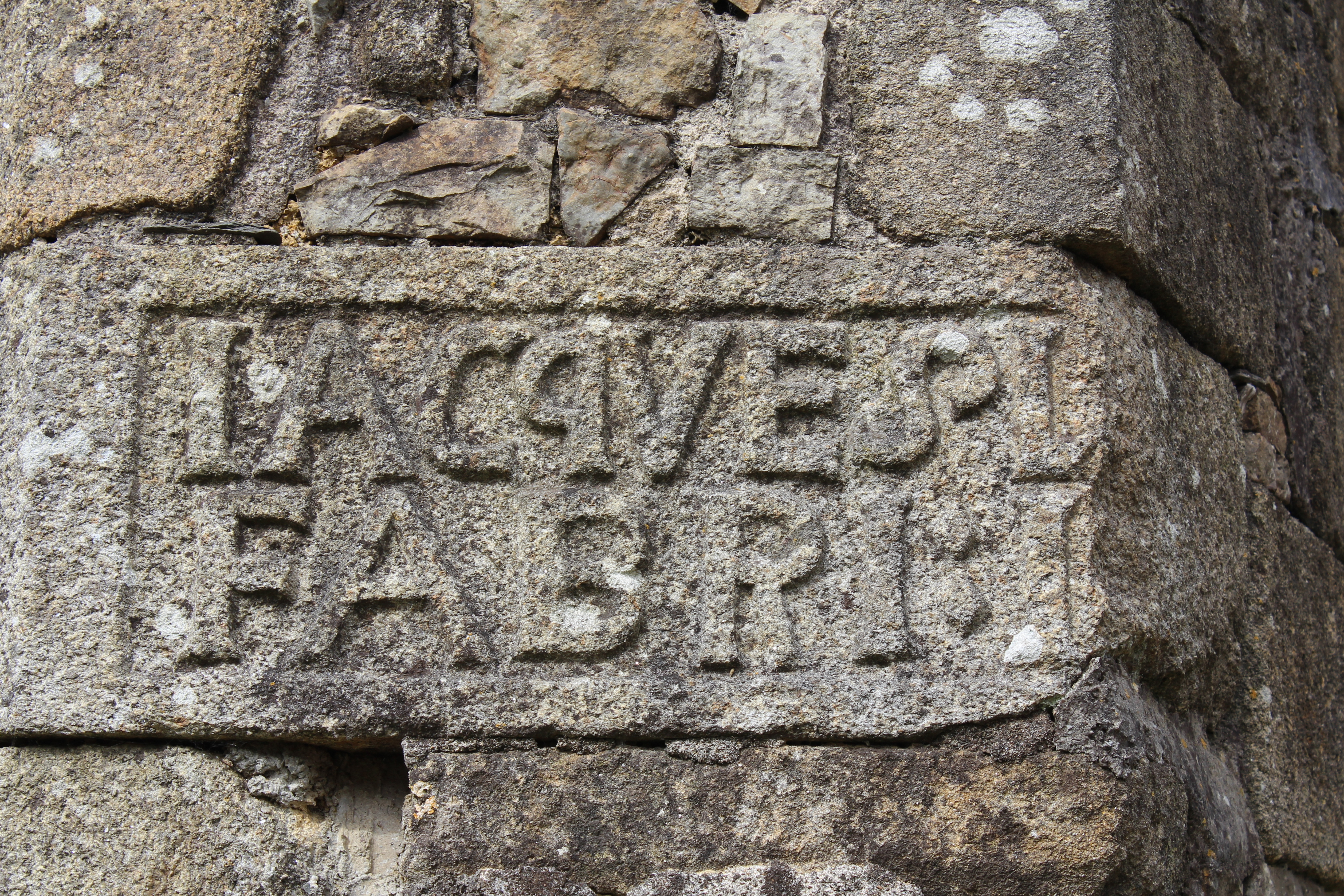
Pierre gravée sur le clocher
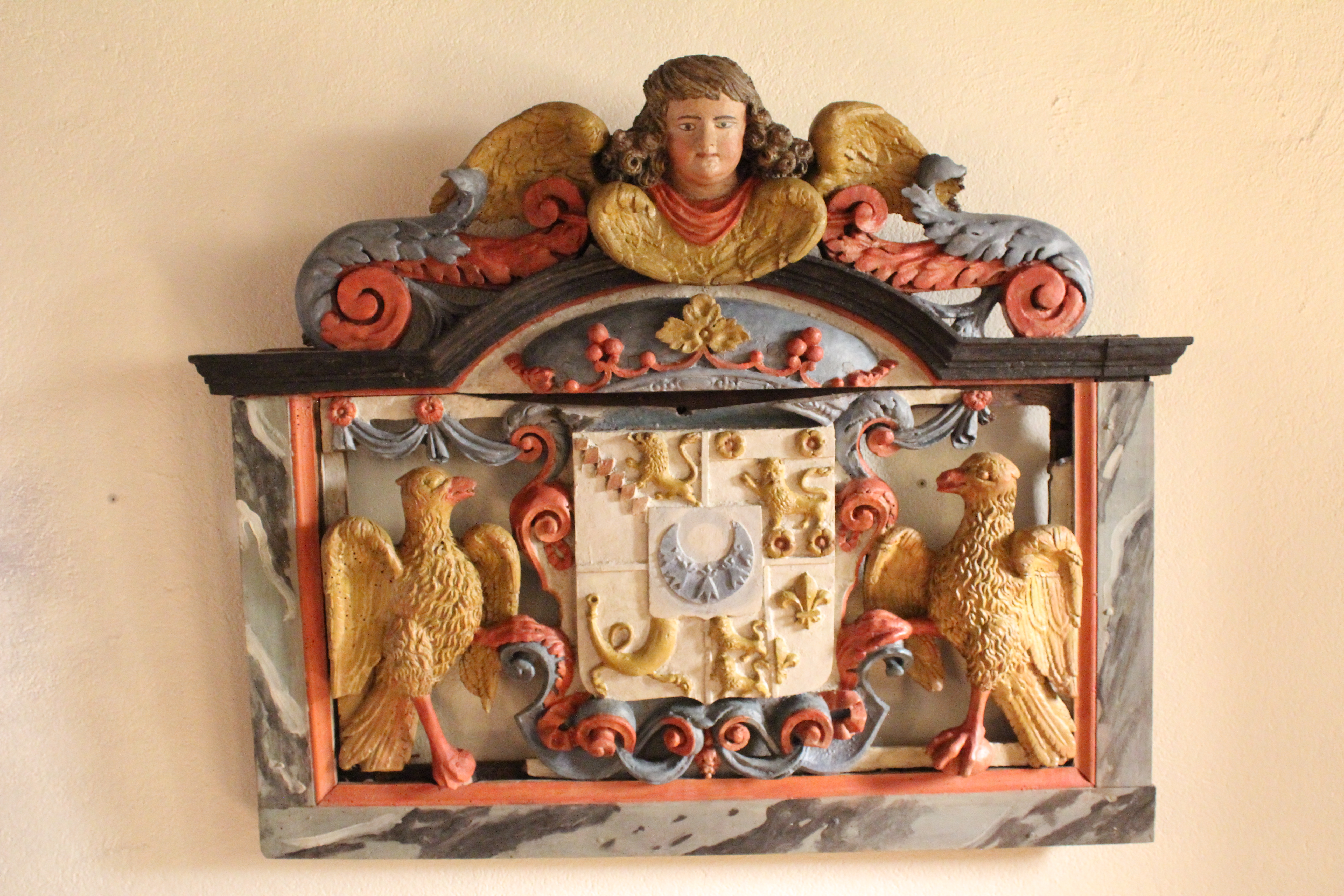
Blason restauré de sainte Julitte (conservé en l'église paroissiale de Telgruc-sur-Mer).
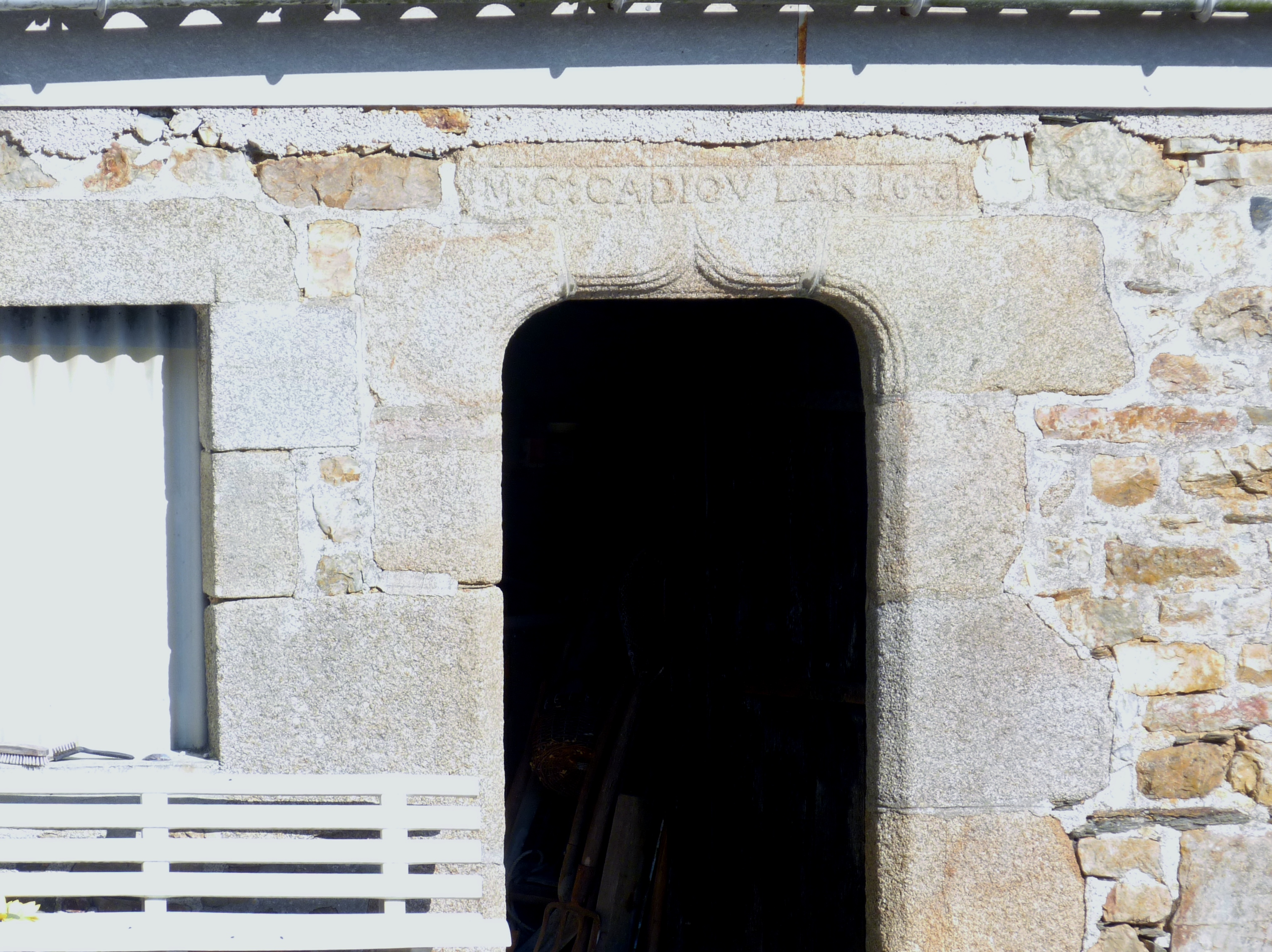
Linteau de porte portant gravée la date de 1646 et le nom du constructeur de la maison, G. Cadiou, près de la chapelle de Lanjulitte.

- La fontaine Saint-Divy (XVIe siècle).
- Le dolmen de Pen ar Run daté du Néolithique.
- Le pont du Launay (1912) sur l'Aber.
- L'ancienne gare (1923) en dehors du bourg sur la ligne historique du « train patates », de Carhaix à Camaret. Elle a été transformée en gîte d'étape.

La gare
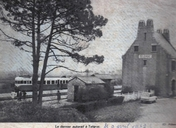
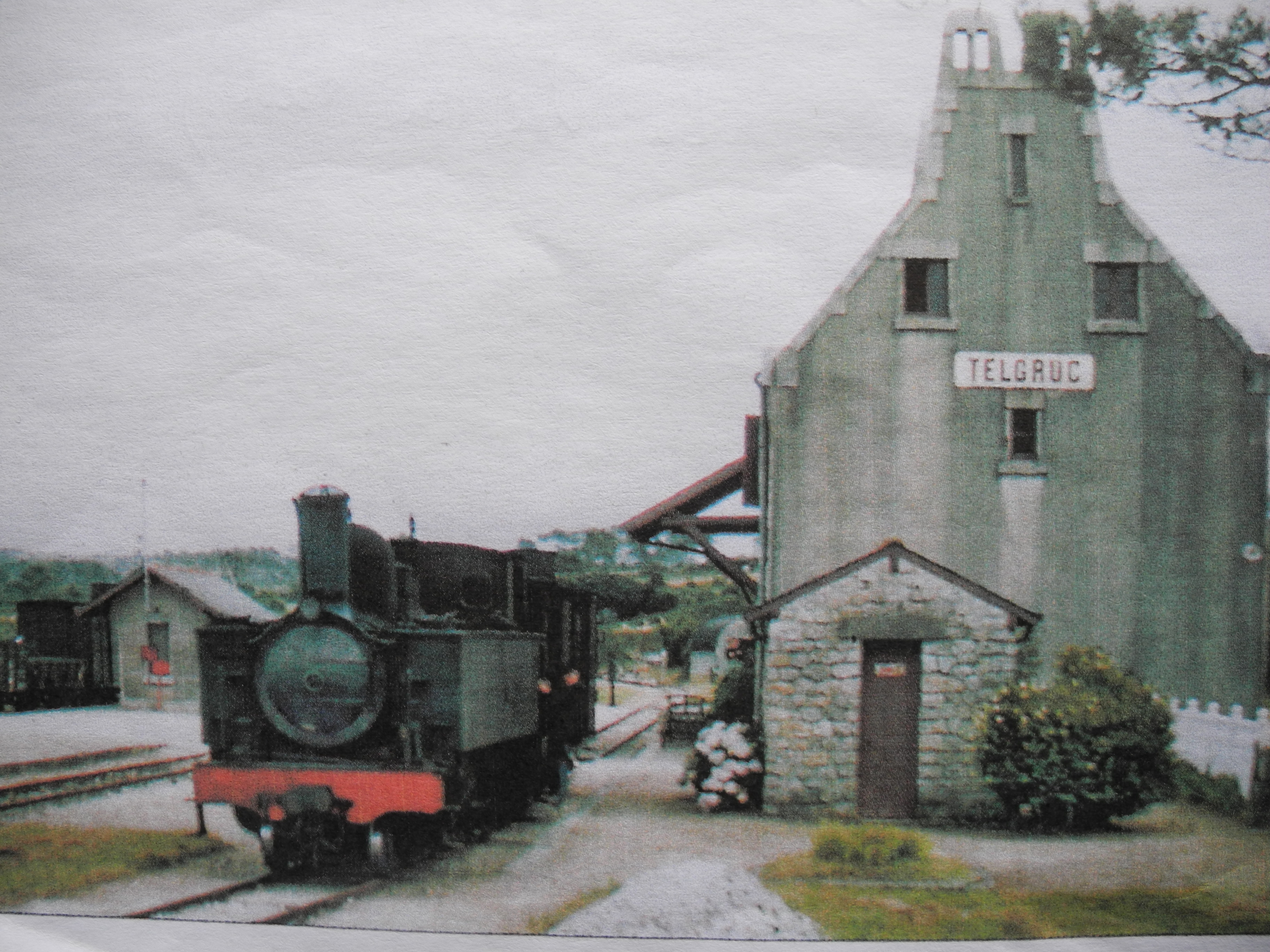
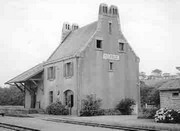
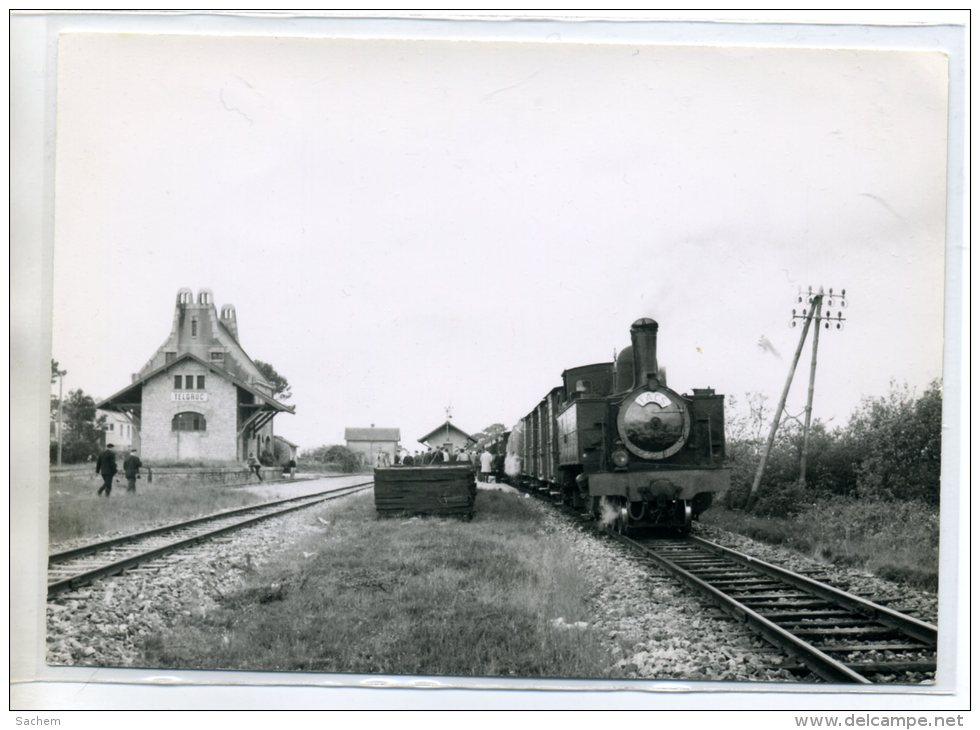

- Le moulin à vent restauré de Luzéoc dominant la plage de Traezh Beleg (Baie de Douarnenez)[109]. Ce moulin est la réplique d'un ancien moulin, dénommé Penn-ar-Stank, construit vers 1834-1835 (7 moulins à vent existaient alors dans la commune). C'est un moulin-tour de 5,80 mètres de haut ; ses murs à la base ont 85 cm d'épaisseur. Il possède une coiffe conique pivotante, pour s'adapter à la direction du vent, de 2,5 mètres de haut posée sur un chemin de roulement construit en faux acacia (robinier). Ses ailes ont une envergure de 13 mètres et portent 56 barreaux en robinier. En ruine, il a été racheté en 1982 par la commune et restauré les années suivantes à l'initiative de l'assocation Eost.

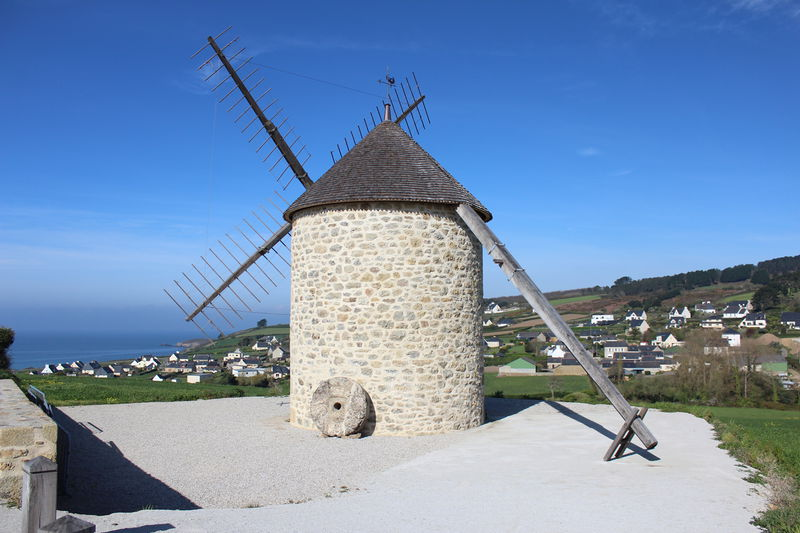
Le moulin à vent restauré de Luzéoc.
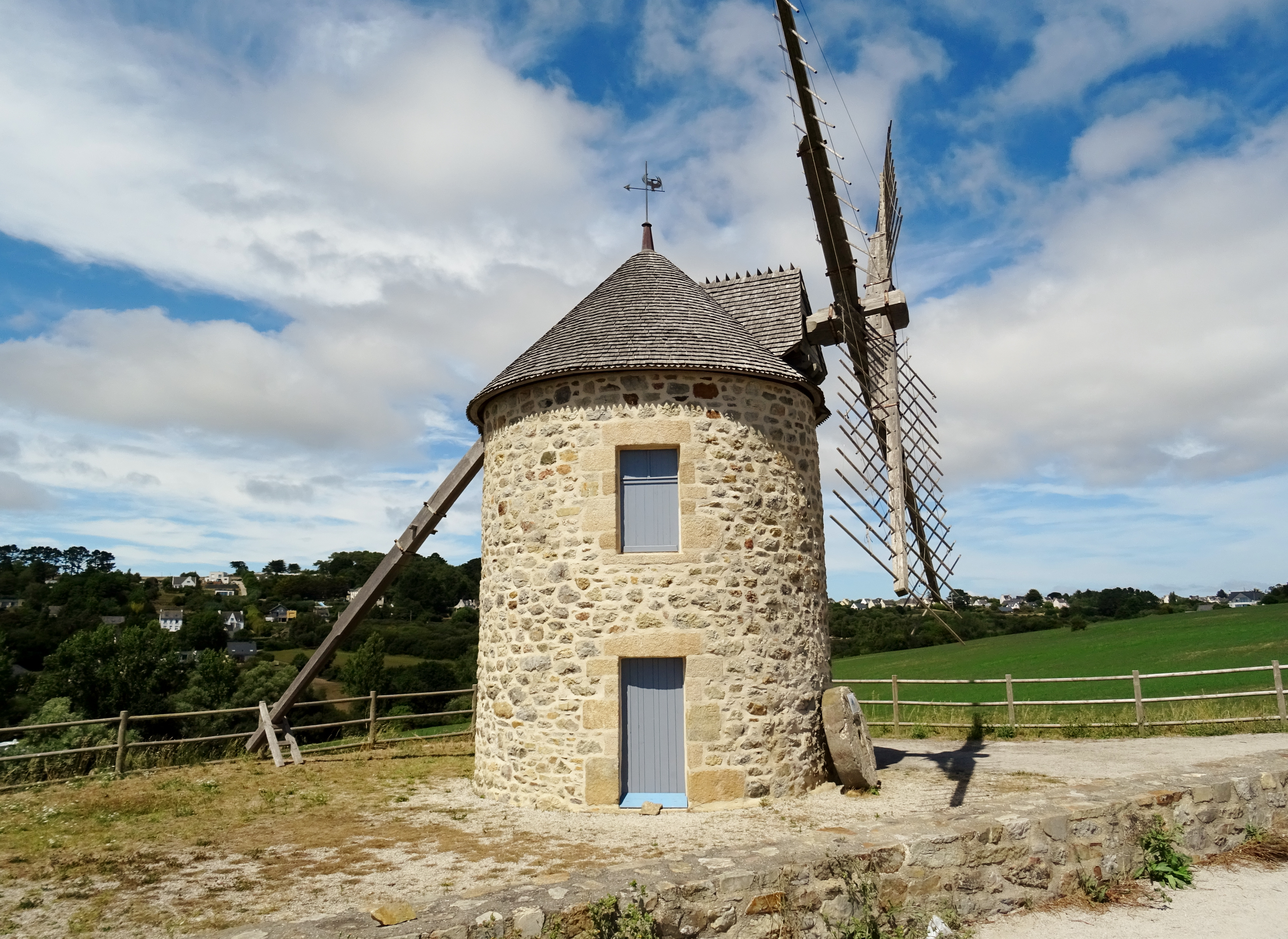
Le moulin à vent de Luzéoc (restauré).

## Personnalités liées à la commune

### Héraldique
| Blason de Telgruc-sur-Mer | Blason  | Palé d'argent et d'azur de six pièces, au phénix d'or sur son immortalité du même brochant sur le tout. |
| Blason de Telgruc-sur-Mer | Détails | Le statut officiel du blason reste à déterminer.                                                        |

## Pour approfondir